# Weißenburg (Elsass)
Weißenburg (amtlich französisch Wissembourg [visɑ̃ˈbuʀ], im lokalen südfränkischen Dialekt Weißeburch, elsässisch Wisseburi) ist eine französische Kleinstadt mit 7516 Einwohnern (Stand 1. Januar 2021) im Elsass (Europäische Gebietskörperschaft Elsass). Die Stadt ist der Präfektur Bas-Rhin zugeordnet und liegt in der Region Grand Est.
Die Stadt Weißenburg ist Mitglied und Sitz des Gemeindeverbandes Pays de Wissembourg.
Im späten Mittelalter und in der frühen Neuzeit war Weißenburg eine selbstständige Reichsstadt im Heiligen Römischen Reich, auch unter dem Namen Kronweißenburg bekannt.

## Geographie

### Lage
Die Stadt liegt am Fluss Lauter, der in Deutschland entspringt, an jener Stelle der deutsch-französischen Grenze, an der der Oberrheingraben in den Pfälzerwald bzw. die Nordvogesen übergeht. Auf deutscher Seite liegt ihr gegenüber die Ortsgemeinde Schweigen-Rechtenbach (Verbandsgemeinde Bad Bergzabern, Landkreis Südliche Weinstraße, Rheinland-Pfalz). Weißenburg ist nach Siltzheim die zweitnördlichste Gemeinde des Départements Bas-Rhin.

### Gemeindeteile
Ortsteile der Stadt sind Altenstadt (etwa 1.000 Einwohner, 1974 eingemeindet) sowie Geisberg, Geitershof, Weiler und Welschdorf. Altenstadt ist eine Commune Associé (Verbundene Gemeinde), im Gegensatz zu einer eingemeindeten Gemeinde behält sie einige Vorrechte, z. B. einen stellvertretender Bürgermeister und eine Zweigstelle des Rathauses.

### Nachbargemeinden
Nachbargemeinden von Weißenburg sind Schweigen-Rechtenbach (D) im Norden, Schweighofen (D), Kapsweyer (D) und Steinfeld (D) im Nordosten, Scheibenhardt (D, Berührungspunkt), Salmbach und Schleithal im Südosten, Seebach und Riedseltz im Süden, Steinseltz, Oberhoffen-lès-Wissembourg, Rott und Cleebourg im Südwesten, Climbach im Westen sowie Bobenthal (D) im Nordwesten.

## Geschichte

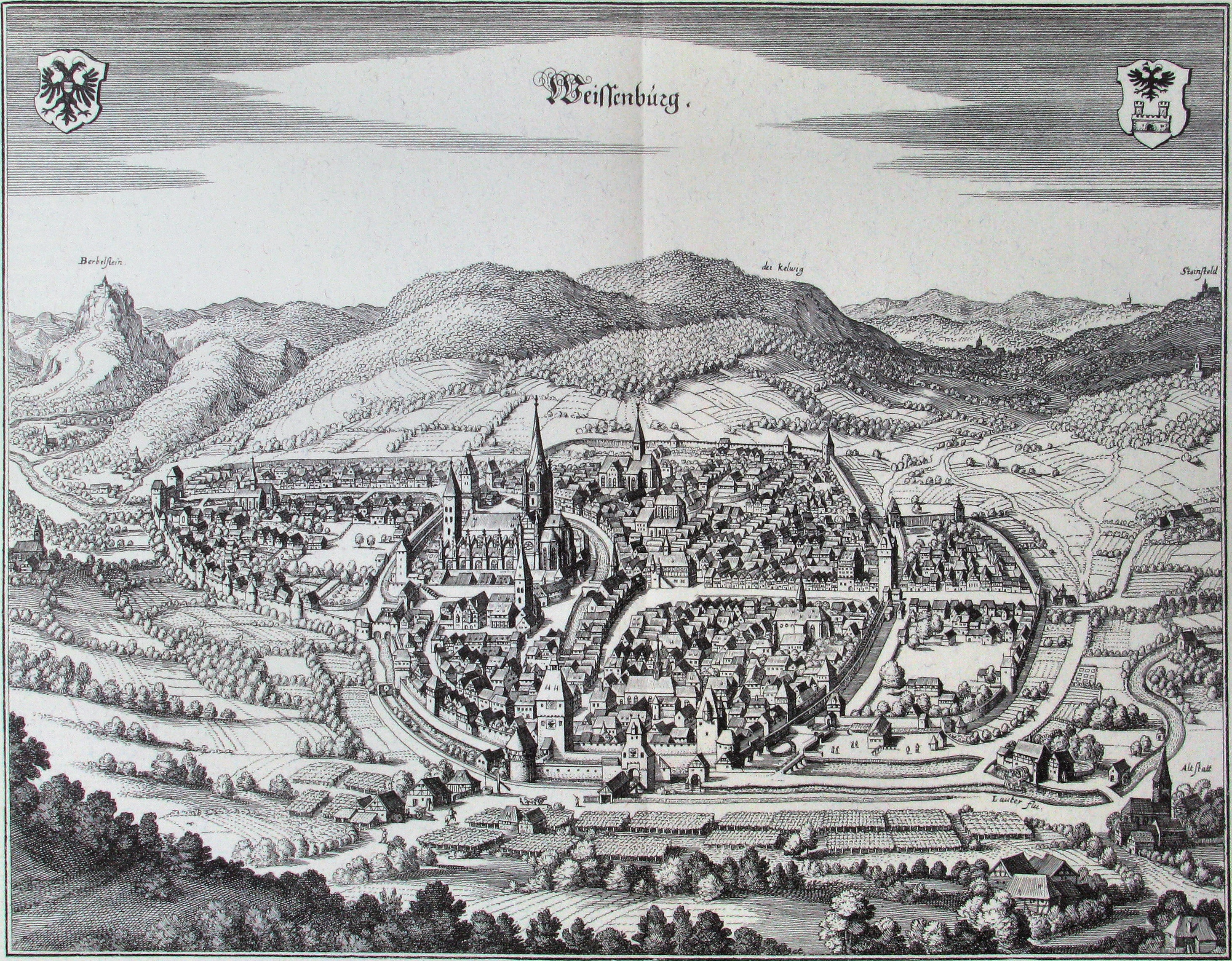
Weißenburg auf einem Stich aus dem 17. Jahrhundert

Karte von Weißenburg (um 1750)

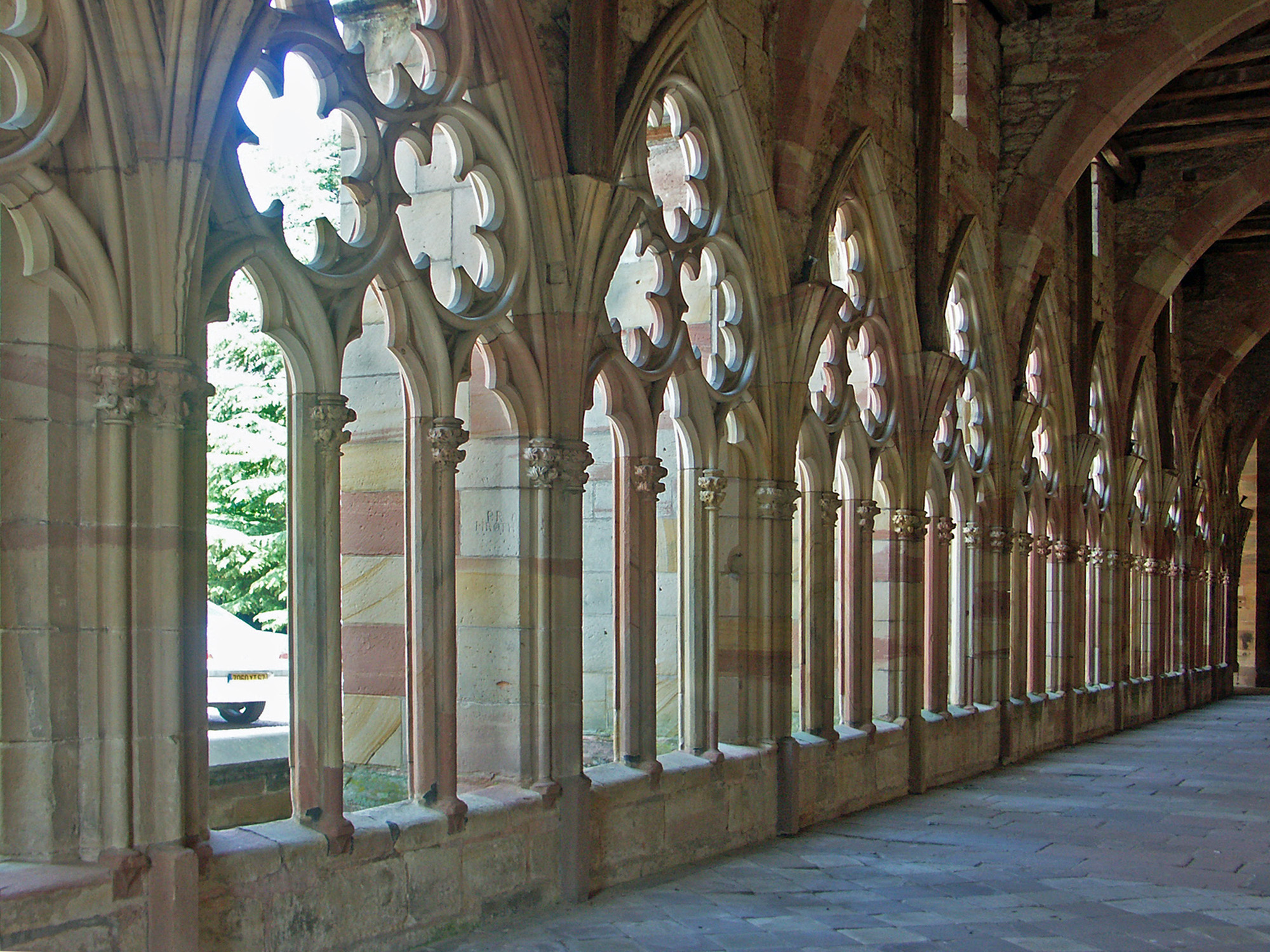
Gotischer Kreuzgang des alten Klosters

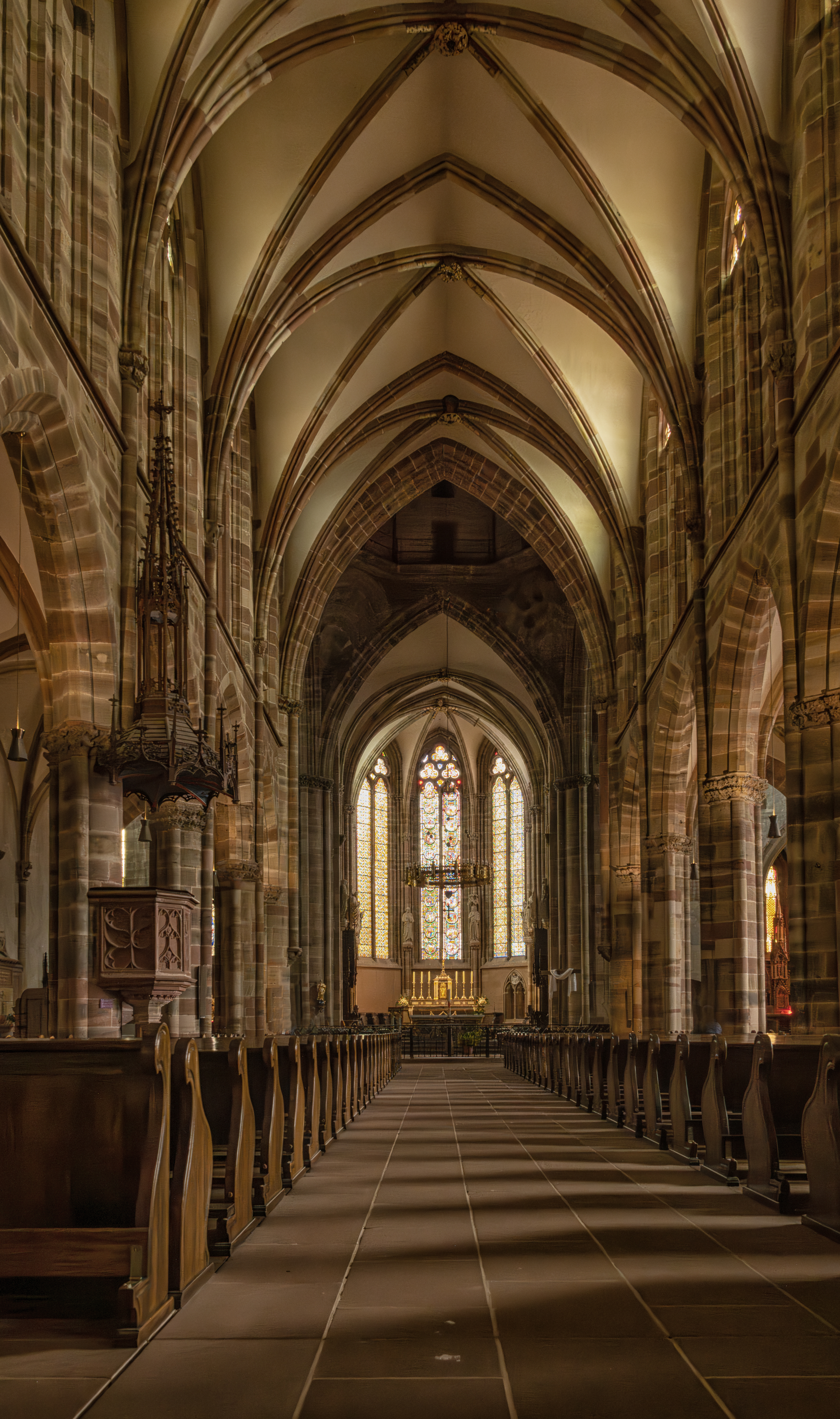
Abteikirche St. Peter und Paul, Innenraum

Die Gemeinde Weißenburg (lateinisch Weissenburgum, Sebusium, Leucopolis) entwickelte sich aus einer stetig wachsenden Ansiedlung um das im 7. Jahrhundert gegründete Kloster Weißenburg, das bald an Bedeutung gewann. Von 1306 bis 1697 war Weißenburg Reichsstadt. Sie gehörte zum 1354 gegründeten Zehnstädtebund elsässischer Reichsstädte.
Im Jahr 1440 begann der Weißenburger Bürger Eikhart Artzt  mit der Niederschrift seiner „cronick“ der Stadt.
Zwischen 1480 und 1503 beschäftigte der Zwist des Klosters mit dem Burgherrn des nahen Berwartstein, Hans von Trotha, nacheinander den Kurfürsten von der Pfalz, Philipp den Aufrichtigen, den römisch-deutschen König und späteren Kaiser Maximilian I. und sogar die Päpste Innozenz VIII. sowie Alexander VI. Höhepunkt der Auseinandersetzung war 1485 die sogenannte Wasserfehde, als Hans von Trotha zunächst Weißenburg das Wasser entzog, indem er die Lauter aufstauen ließ, um dann den Damm einzureißen und der Stadt eine gewaltige Überschwemmung zu bescheren.

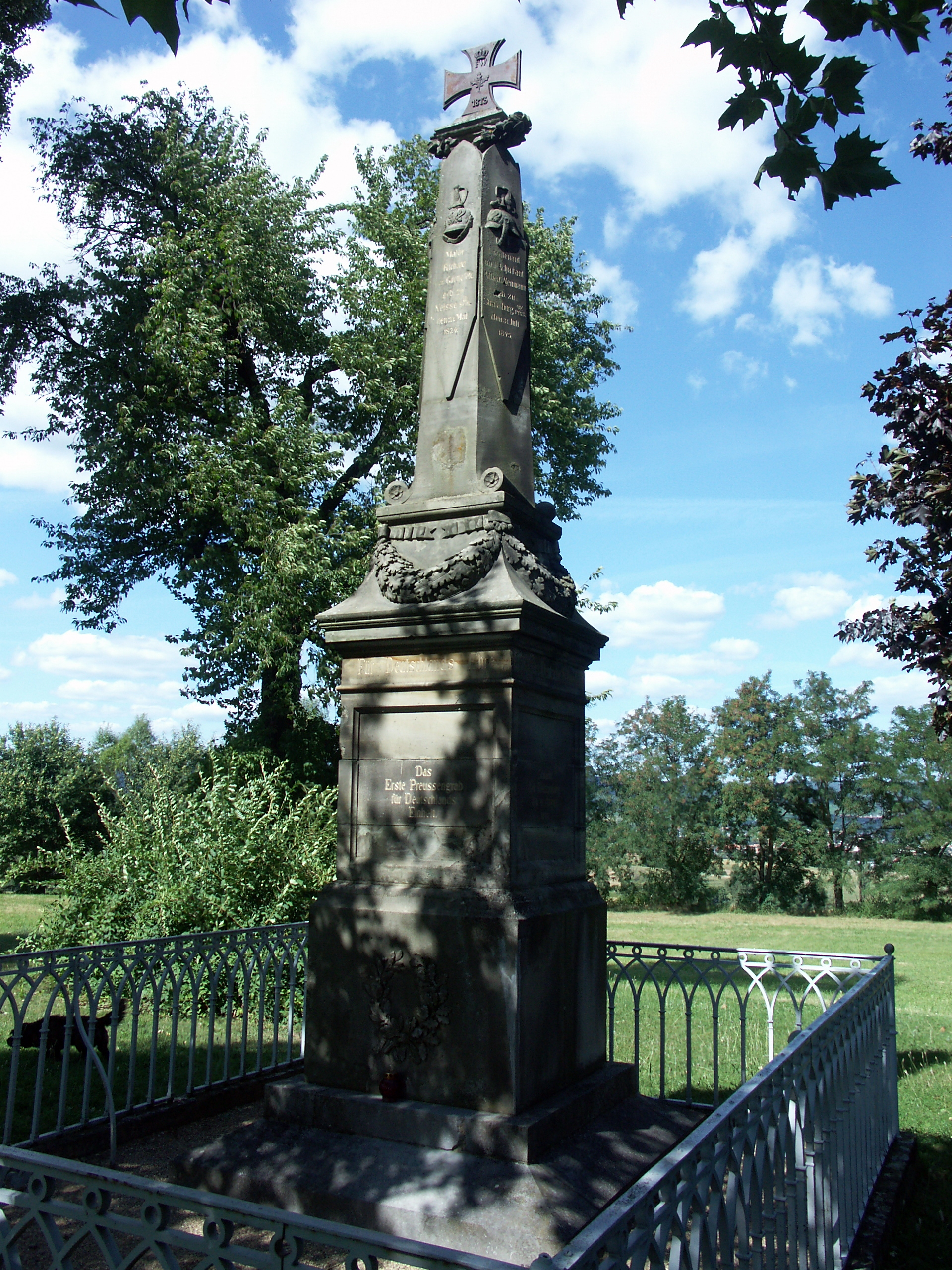
Preußen-Ehrenmal Geisberg

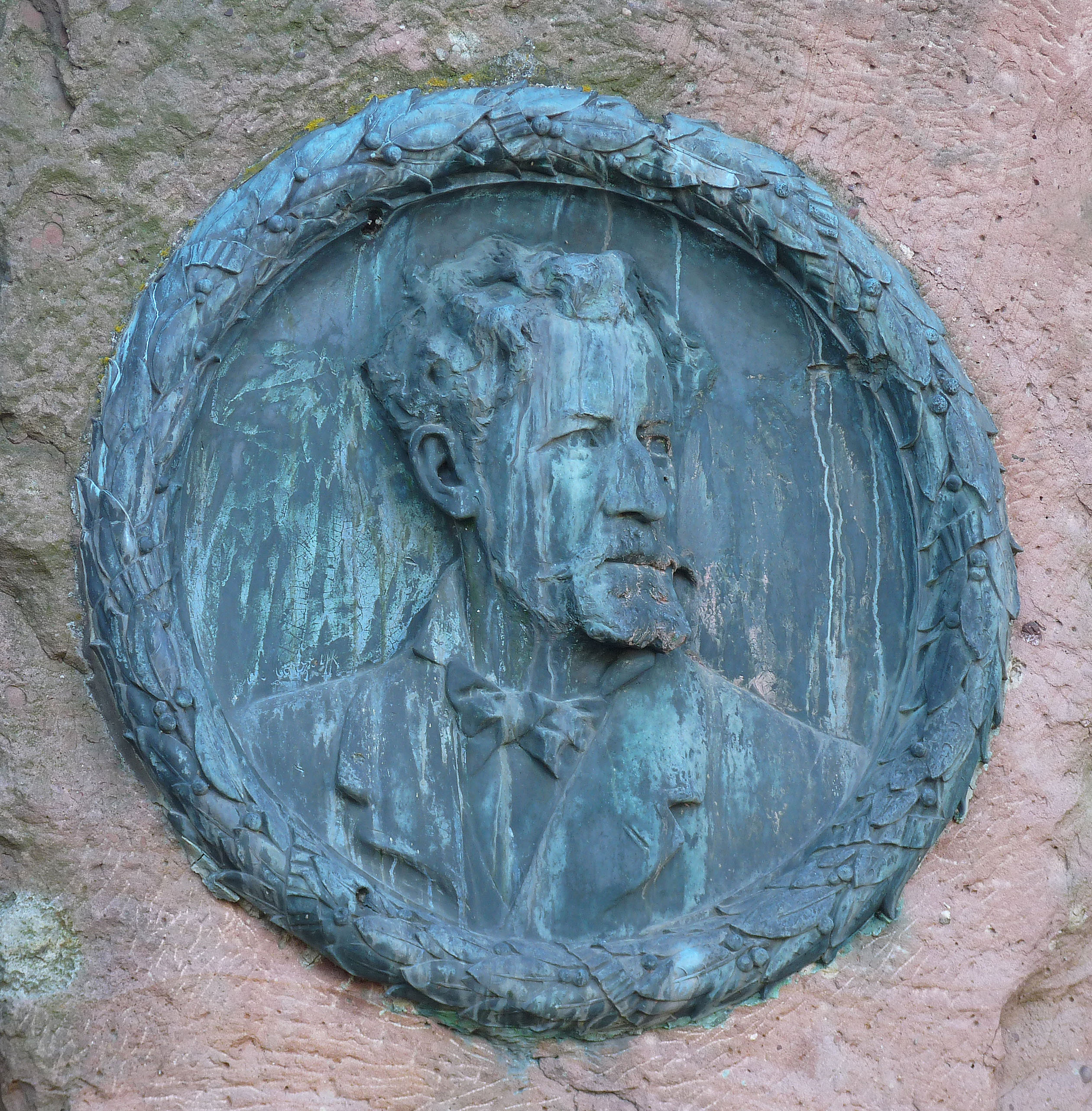
Porträt von Joseph Philipp von Stichaner am Denkmal in Weißenburg

1522 wurde die Reformation durch Heinrich Motherer, den Pfarrer der Johanneskirche, und Martin Bucer eingeführt.
Nach dem Westfälischen Frieden 1648 kamen große Teile des Elsass unter französische Herrschaft, ferner wurde Frankreich die Landvogtei über den elsässischen Zehnstädtebund zugesprochen. Jedoch entsandte dieser weiterhin seine Vertreter zum immerwährenden Reichstag nach Regensburg. Mit seiner Reunionspolitik ließ Ludwig XIV. in den Jahren 1673 und 1674 die zehn Städte erobern, ihre Befestigungen schleifen und unterstellte sie der französischen Provinzialverwaltung. Im Frieden von Rijswijk musste Frankreich 1697 alle Eroberungen und Reunionen der vorherigen Kriege außerhalb des Elsass zurückgeben, erhielt damit aber endgültig die Herrschaft über Straßburg und die Dekapolis bestätigt.
Im Ersten Koalitionskrieg befreiten die französischen Revolutionsstreitkräfte 1793 in der Zweiten Schlacht bei Weißenburg die Stadt von der Besatzung durch die Koalition von Österreich, Preußen und anderen.
Mit der Französischen Revolution erfolgte die Einbindung in das moderne Verwaltungs- und Rechtssystem des Landes. Die Stadt Weißenburg war von 1800 bis 2014 Sitz der Unterpräfektur (Sous-préfecture) des Arrondissements Wissembourg im Département Bas-Rhin bzw. der deutschen Kreisdirektion. Seit 1800 ist die Stadt Kantonshauptort; der Kanton wurde im Januar 2015 von 13 auf 44 Gemeinden erweitert.
Die heutigen Ortsteile Altenstadt und Weiler waren nach dem Wiener Kongress zunächst pfälzische Gemeinden im Kanton Bergzabern. Am 5. Juli 1825 wurden sie in der Grenzkonvention zwischen Bayern und Frankreich zusammen mit Ober- und Niedersteinbach von Bayern an Frankreich abgetreten. Weißenburg wurde 1816 Grenzort zur bayerischen Pfalz, zu der seit 1815 auch wieder Landau gehörte. Im Jahr 1861 hatte Weißenburg 5376 Einwohner.
Am 4. August 1870 besiegten in der Schlacht bei Weißenburg preußische Truppen die Franzosen. Zwei gepflegte Denkmäler – eines für die französischen und eines für die deutschen Gefallenen – auf dem Geisberg an der Straße Weißenburg–Riedseltz erinnern an die vielen Gefallenen. Bürger aus Weißenburg kämpften als Soldaten auf französischer Seite.
Mit dem Frieden von Frankfurt (1871) wurden das Elsass (mit Weißenburg, das zuvor offiziell Wissembourg hieß) und Teile Lothringens dem neu gegründeten Deutschen Kaiserreich angegliedert. Vom 28. Juni 1871 bis 1918 war die Stadt Teil des Reichslandes Elsaß-Lothringen. Im September 1871 wurde das Militärgouvernement aufgelöst und die deutsche Verwaltung aufgebaut. Weißenburg wurde Sitz einer Kreisdirektion und Garnisonsort: Das Infanterie-Regiment Nr. 60 wurde nach Kriegsende nicht in die brandenburgische Heimat zurückverlegt, sondern zog in Weißenburg ein. Für das Regiment wurde von 1893 bis 1896 die Neue Kaserne errichtet. Die heute noch erhaltenen Kasernengebäude an der Rue de l’Industrie (Karte) werden als Wohngebäude genutzt.
Von der überwiegend katholischen Bevölkerung Elsass-Lothringens war die Annexion unter Führung des protestantisch geprägten Preußen mit Skepsis aufgenommen worden. Das gute Verhältnis des Kreisdirektors Joseph Philipp von Stichaner zu den Bürgern und zur Frankreich treuen Führungsschicht des Kreises stellte im ganzen Elsass eine Ausnahme dar. Ende 1886 wurde Stichaner zum Bezirkspräsidenten in Straßburg ernannt. Um 1900 hatte Weißenburg eine evangelische Kirche, eine katholische Kirche, ein Gymnasium, eine Landwirtschaftsschule, eine Oberförsterei und war Sitz eines Amtsgerichts. Eine erste Synagoge war 1805 errichtet worden. Sie wurde 1872 durch einen Neubau ersetzt, der im Zweiten Weltkrieg zerstört wurde. Eine dritte Synagoge wurde nach dem Krieg errichtet.
Nach dem Ersten Weltkrieg wurde die Stadt aufgrund der Bestimmungen des Versailler Vertrags zusammen mit dem Elsass Frankreich zugeschlagen. In die Neue Kaserne (nun Caserne Abel Douay) zogen die Chasseurs alpins ein. Im Zweiten Weltkrieg von 1940 bis 1944/1945 waren die Stadt und das Land vom Deutschen Reich annektiert. Im März 1945 wurden die Stadt und das Umland im Rahmen der Operation Undertone von US-Truppen erobert.
Seit 1945 gehört die Stadt wieder zu Frankreich. Um die Hoheit über den im Norden von Weißenburg in der Pfalz liegenden Mundatwald wurde bis 1990 verhandelt.
Heute führt eine offene Grenze zu Nachbarschaftshilfen bei Bränden und zur Zusammenarbeit des Notarztdienstes auf beiden Seiten. 1997 wurde die Maximiliansbahn zwischen Weißenburg und Winden in der Pfalz wieder eröffnet.

### Die jüdische Gemeinde
Die ersten Juden sollen sich im 13. Jahrhundert in Weißenburg angesiedelt haben. Nachweisbar sind sie anhand ihrer Verfolgungen. Am 4. Juli 1270 wurde sieben Juden in der Stadt gerädert wegen eines angeblichen Ritualmords. 1349, zur Zeit der Pestpogrome, wurden drei Juden auf dem „Judenrain“ zu Weißenburg verbrannt. 1362 wurden erneut einige Juden aufgenommen. Seit dem 16. Jahrhundert lebten wieder Juden in der Stadt. Im Jahr 1766 lebten 15 jüdische Familien in Weißenburg, im Jahr 1780 lebten hier 54 Erwachsene, 81 Kinder und 17 Diener. Im 19. Jahrhundert kam es zur Bildung einer größeren jüdischen Gemeinde durch Zuzug von zahlreichen jüdischen Familien aus Dörfern der weiteren Umgebung: 1885 wurden 1.750 jüdische Einwohner gezählt. Seitdem ging die Zahl jedoch durch Aus- und Abwanderung wieder zurück: 1895 waren es 1.341 jüdische Einwohner.
An Einrichtungen hatte die Gemeinde eine Synagoge, eine jüdische Schule, ein rituelles Bad und einen Friedhof, seit 1681 in der Rue de la Pépinière. Zur Besorgung religiöser Aufgaben der Gemeinde war ein Kantor angestellt, der zugleich als Schochet tätig war. Als Kantor wird ab 1906 Gustav Klein, 1913 Herr Becker genannt. Die Stadt gehörte in der zweiten Hälfte des 18. Jahrhunderts noch zum Rabbinat Landau, das damals dem unterelsässischen Landesrabbinat in Hagenau unterstellt war; im 19. Jahrhundert wurde Weißenburg Sitz eines eigenen Bezirksrabbinates. Unter den Rabbinern in Weißenburg sind zu nennen: Israel Erlanger (1790–1867), Jacques Bloch (1832–1920), Dr. Marc Levy (1842–1926), Dr. Léonard Sylvain Koch (1867–1930), Dr. Bernard Émilie Schwarz.
Bis zum Beginn der NS-Zeit ging die Zahl der jüdischen Einwohner in der Stadt weiter zurück. 1939 gehörten der jüdischen Gemeinde noch 146 Personen an. Von ihnen wurde ein großer Teil gemeinsam mit den Juden von Elsass-Lothringen 1940 nach Südfrankreich deportiert. Von den verbliebenen wurden die meisten im KZ ermordet. Nach 1945 entstand wieder eine kleine jüdische Gemeinde in der Stadt. Die Mitgliederzahl ging zurück, sodass 2009 die Synagoge säkularisiert und von der Gemeinde gekauft wurde. Nach Renovierung wurde in ihr das städtische Archiv eingerichtet, der Thoraschrein ist noch erhalten. 2024 wurden Stolpersteine in Weißenburg verlegt.

### Demographie
| Jahr | Einwohner | Anmerkungen |
| ---- | --------- | --- |
| 1780 | –         | ca. 500 Feuerstellen (Haushaltungen)                                                                                            |
| 1821 | 5696      | davon 1800 Katholiken, 3806 Lutheraner (mit zwei Pfarrern), 50 Reformierte und 290 Juden                                        |
| 1872 | 5885      | am 1. Dezember, in 718 Häusern; nach anderen Angaben 5570 Einwohner                                                             |
| 1880 | 6185      | am 1. Dezember, einschließlich Militär, davon 2276 Katholiken, 3644 Protestanten und 251 Juden                                  |
| 1885 | 5968      | davon 2825 Katholiken, 2900 Evangelische und 231 Juden                                                                          |
| 1890 | 5846      | darunter 2316 Katholiken und 206 Juden, in Garnison das 1., 3. und 4. Bataillon des Infanterie-Regiments „Markgraf Karl“ Nr. 60 |
| 1895 | 6788      | mit der Garnison (Infanterie-Regiment „Markgraf Karl“ (7. Brandenburgisches) Nr. 60), davon 2895 Katholiken, 200 Juden          |
| 1905 | 6788      | [ 11 ] |
| 1910 | 6772      | [ 11 ] [ 25 ] |

| Jahr                       | 1962 | 1968 | 1975 | 1982 | 1990 | 1999 | 2007 | 2020 |
| Einwohner                  | 5278 | 5704 | 6784 | 7311 | 7443 | 8170 | 7978 | 7492 |
| Quellen: Cassini und INSEE |      |      |      |      |      |      |      |      |

## Wappen

Wappen von Weißenburg
Wappen von Altenstadt

## Kultur und Sehenswürdigkeiten

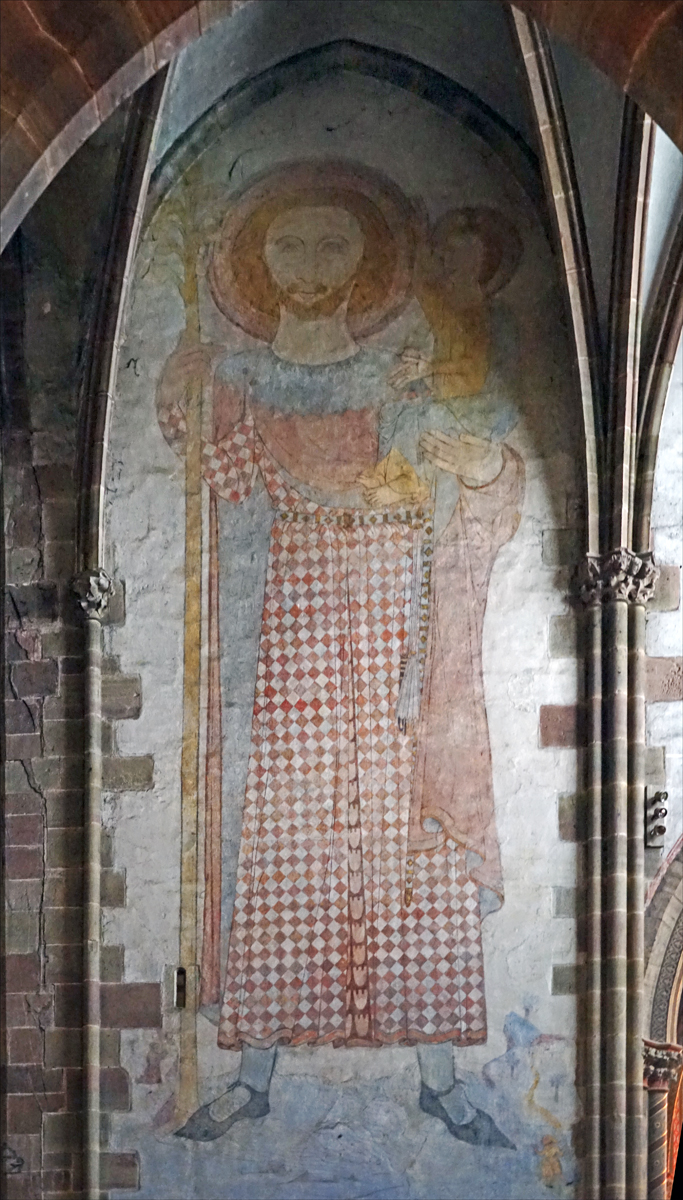
Christophorus

Weißenburgs Altstadt ist noch teilweise von Resten der alten Stadtbefestigung umschlossen. Sie ist nördlicher Ausgangspunkt der Romanischen Straße, die im Elsass durch Orte mit Baudenkmälern der Romanik führt. Hier ist es die Pfarrkirche aus dem 11./12. Jahrhundert sowie Teile der Kirche Saints-Pierre-et-Paul (St. Peter und Paul), der ehemaligen Abteikirche des Klosters Weißenburg. Sie ist eine der größten Kirchen des Bas-Rhin außerhalb von Straßburg. Das vorwiegend gotische Gebäude weist noch wenige romanische Bauteile des Vorgängerbaus aus dem 11. Jahrhundert auf, darunter den Glockenturm mit einer Bauinschrift des Abtes Samuel und ein heute als Kapelle genutzter Raum, der Kapitelsaal der romanischen Anlage.
Im Innern der Kirche St. Peter und Paul sind Glasfenster und Wandmalereien aus dem 14./15. Jahrhundert erhalten, unter anderem eine elf Meter hohe Darstellung des heiligen Christophorus, sowie die Orgel von 1766 mit einem der prachtvollsten Gehäuse im Elsass.
Die protestantische Pfarrkirche Saint Jean ist ein schlichtes gotisches Gebäude aus dem 15. Jahrhundert im Stil der Bettelordenarchitektur.
Zu den sehenswertesten Gebäuden der Stadt zählen das Salzhaus aus dem 15. Jahrhundert mit seinem auffallenden Dach, das Maison de l’ami Fritz (um 1550, Ort der Dreharbeiten der Romanverfilmung L’ami Fritz) mit seinem aufwändigen Erker und das klassizistische Rathaus (erbaut 1741 bis 1752), ein Hauptwerk des Straßburger Stadtarchitekten Joseph Massol. Das Haus Vogelsberger mit seinem Renaissanceportal stammt aus dem Jahre 1540. In dem Haus am Quai Anselmann lebte der Ordensgründer Charles de Foucauld als Kind für einige Jahre.
Das Hôtel Stanislas ist ein Barockpalais, in dem Stanislaus I. Leszczyński von 1719 bis 1725 lebte.

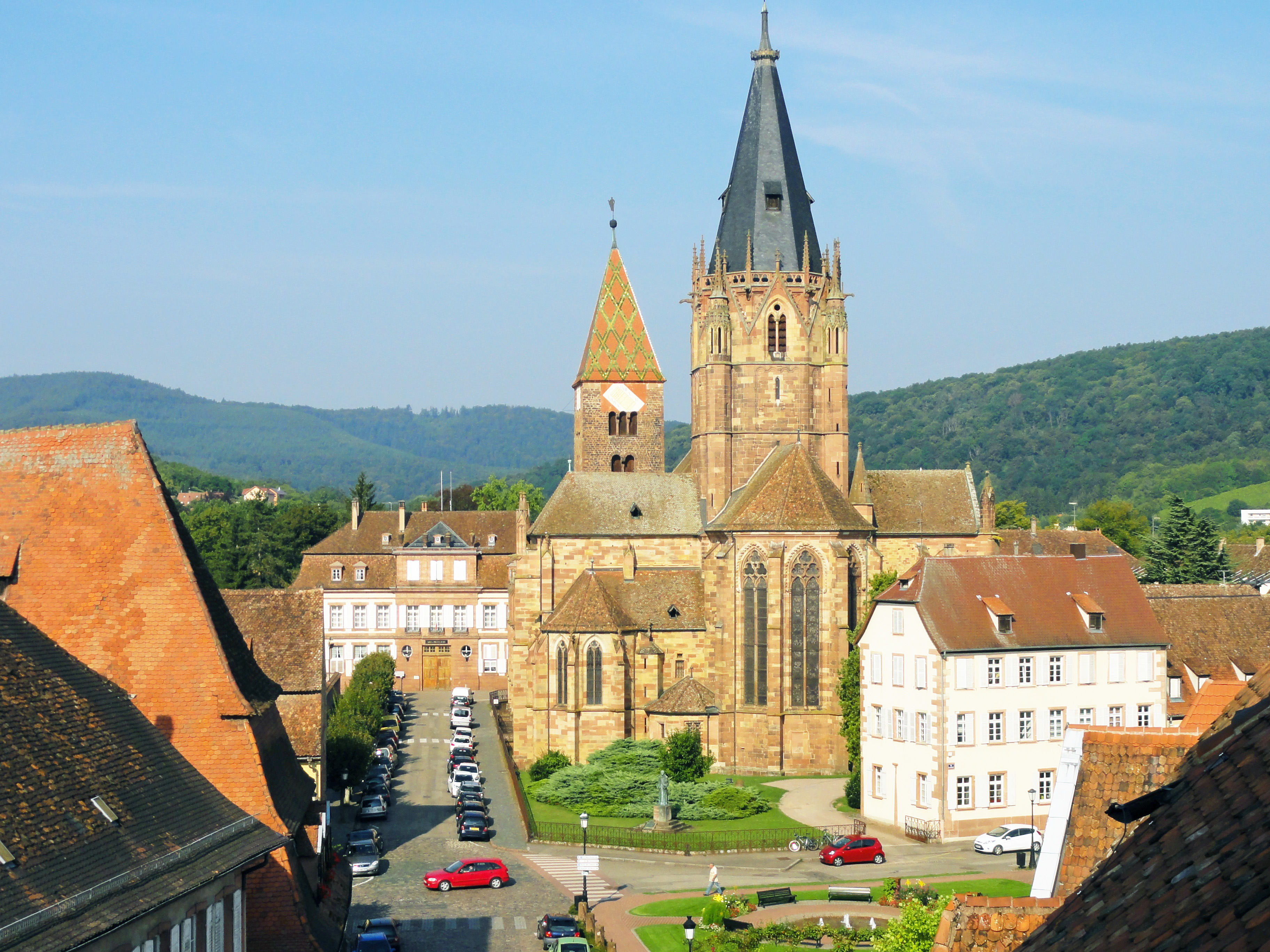
Kirche St. Peter und Paul
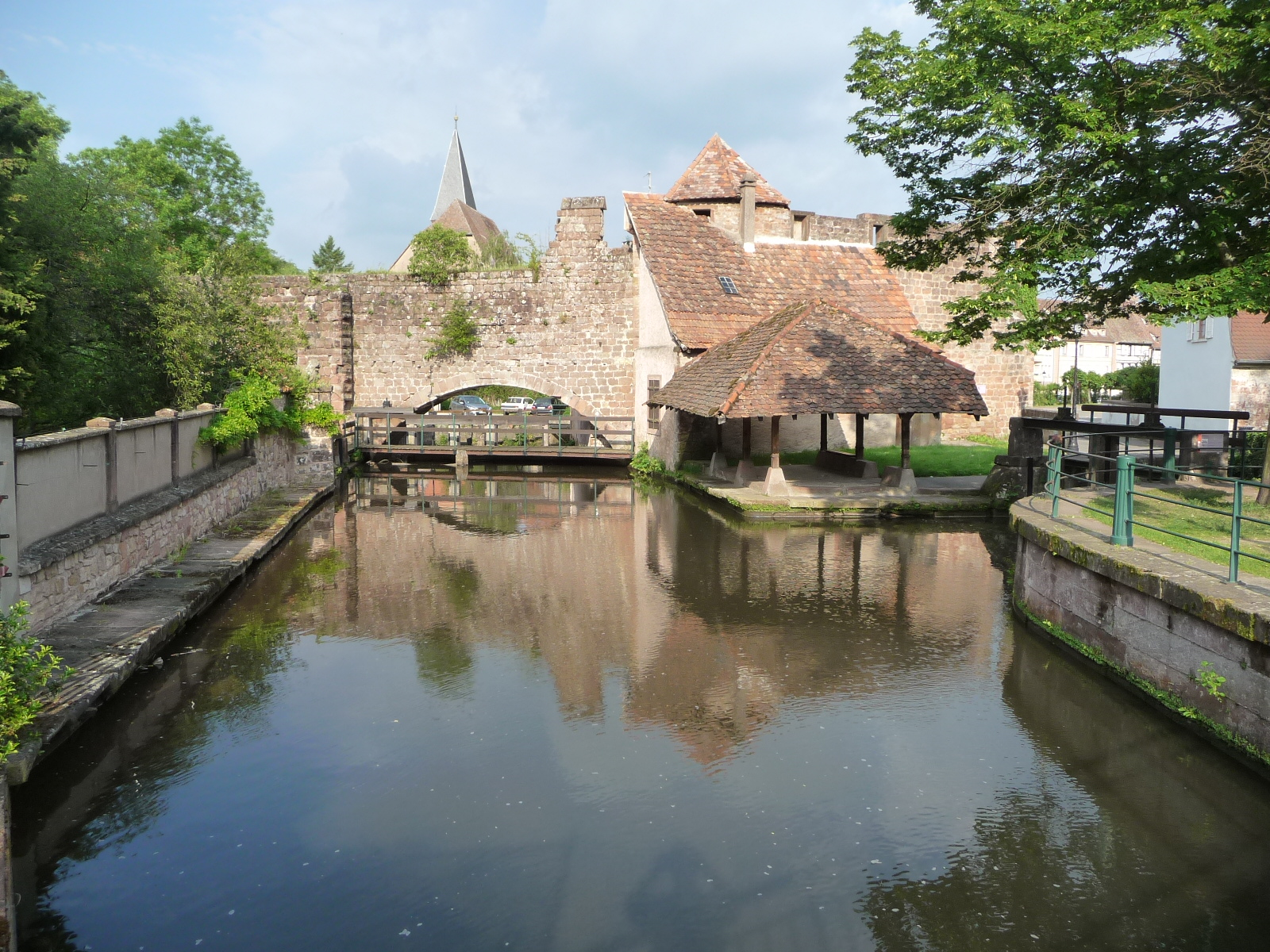
Lauterkanal
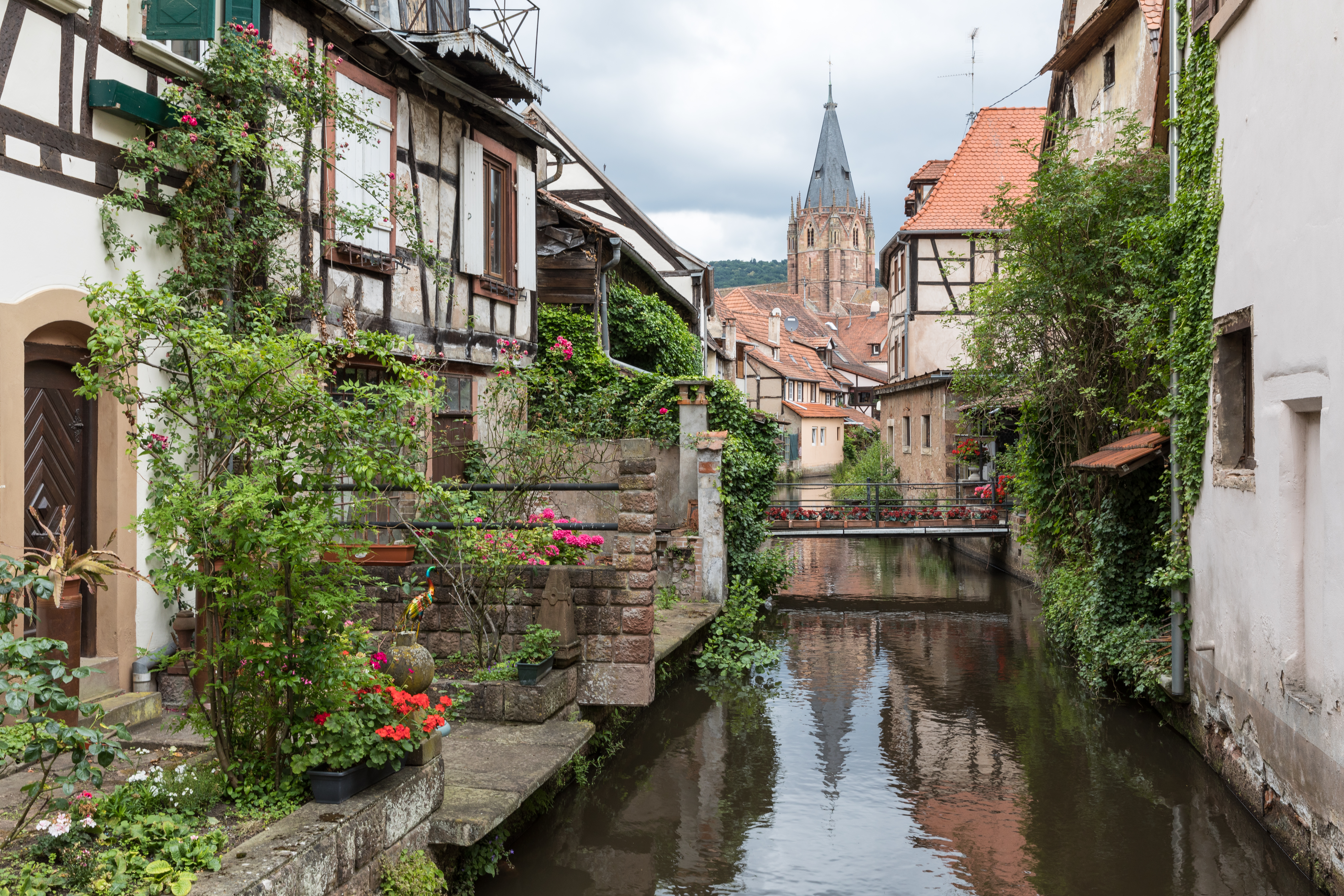
Le Schlupf Pittoreske Partie am Lauterkanal
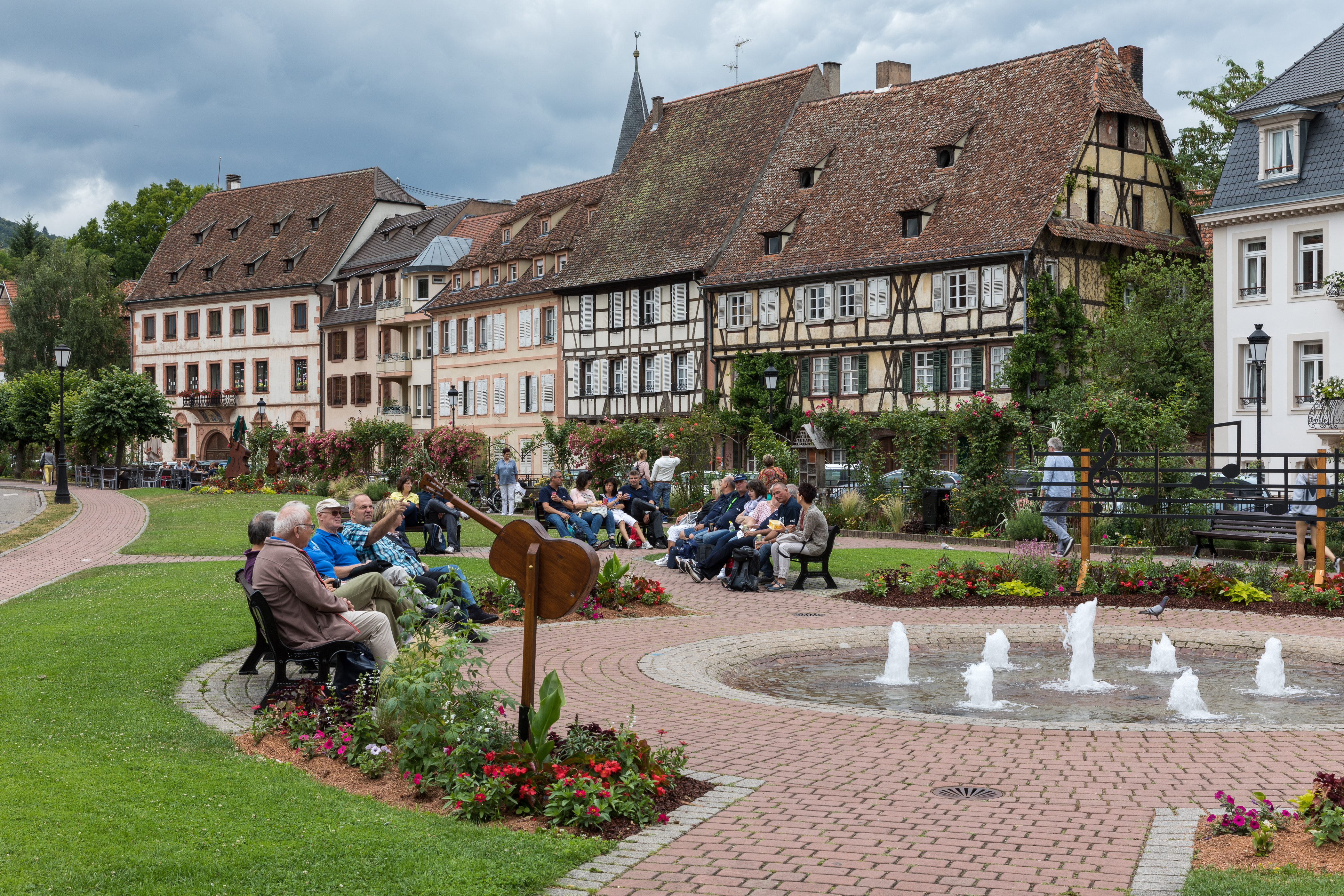
Grünanlage und Häuser am Quay Anselmann mit Maison Vogelsberg, Schaaf, Wagenführer u. a.
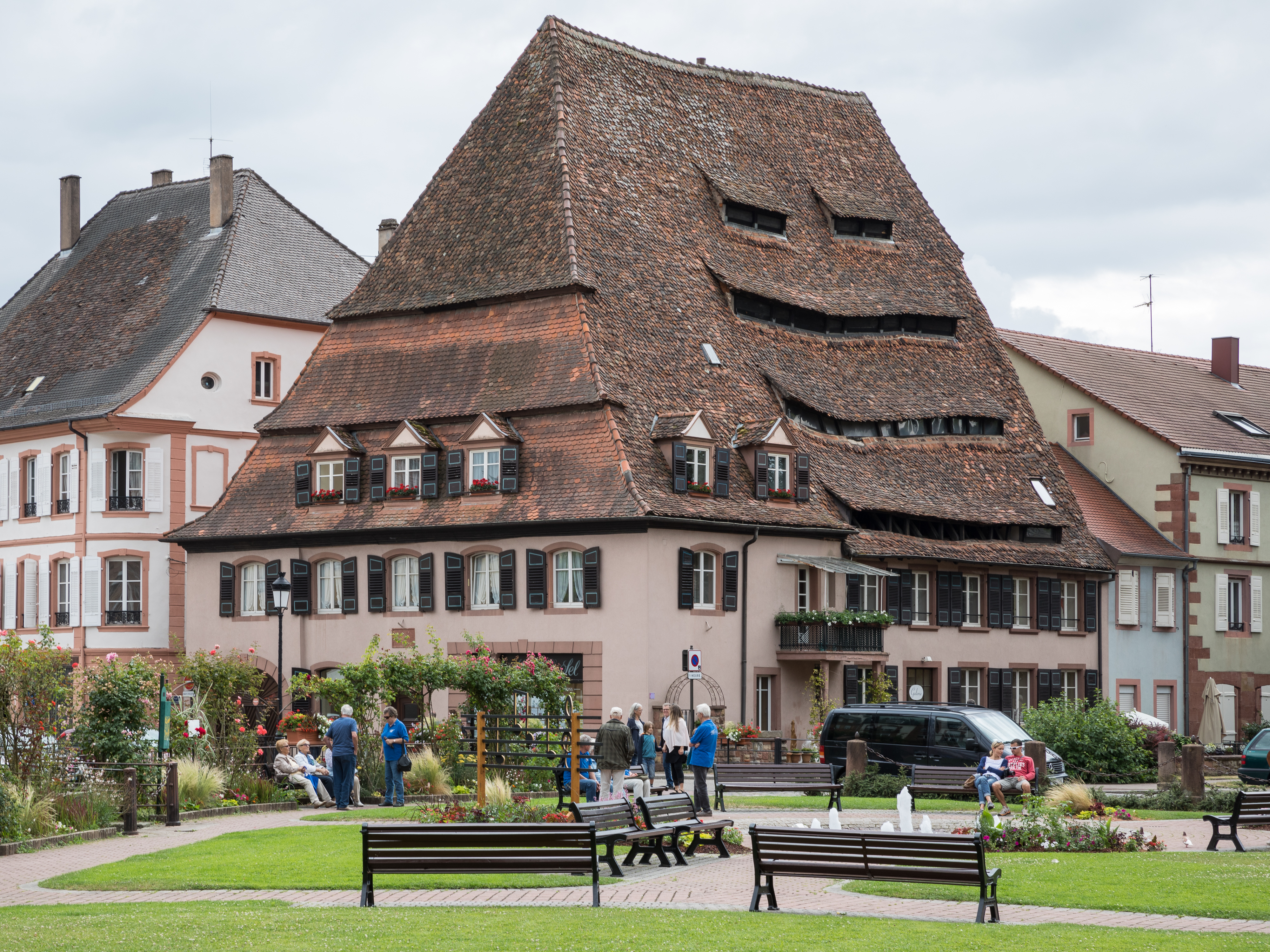
Maison du sel (Salzhaus)
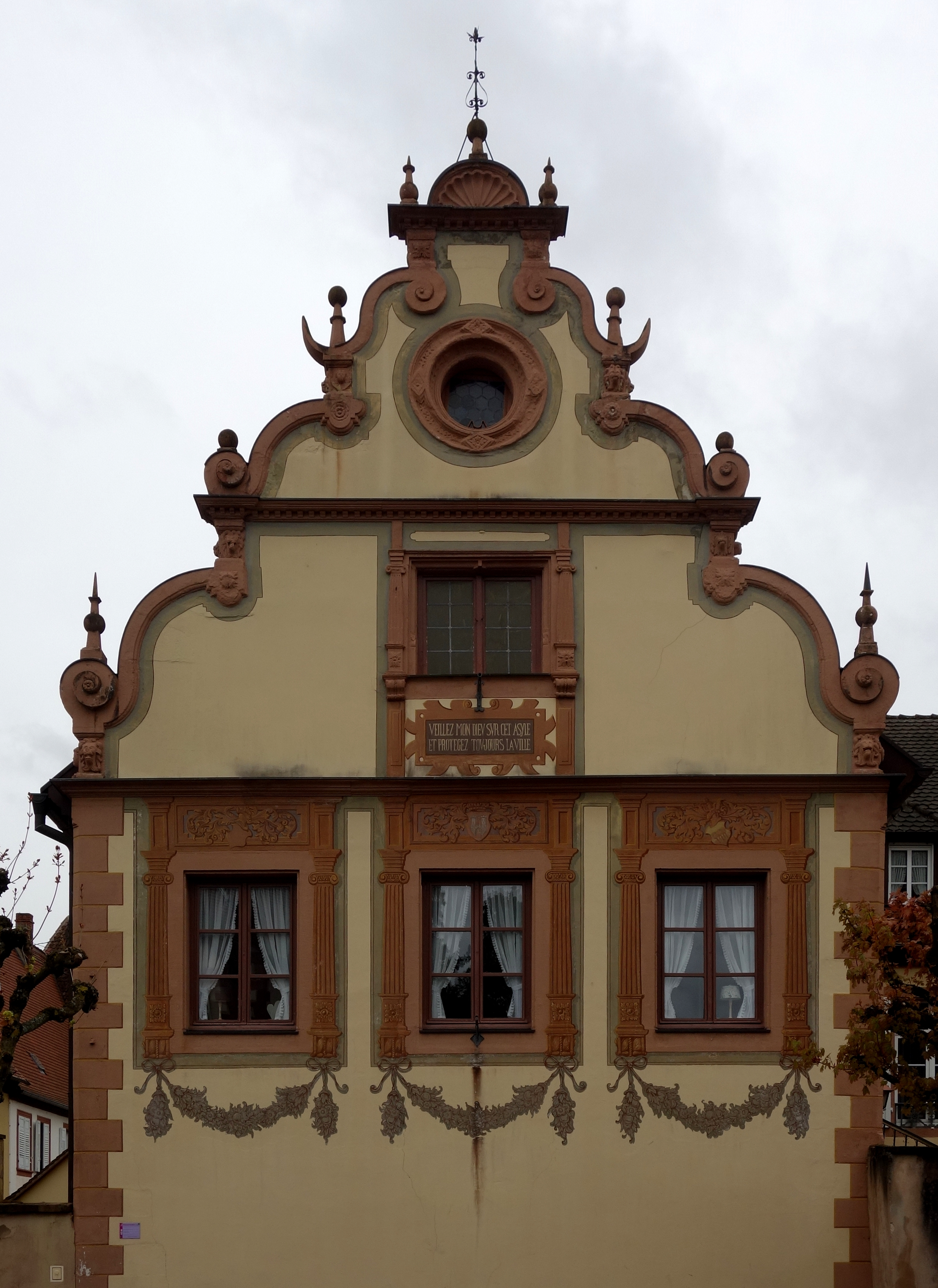
Ehemaliges Ritterhaus
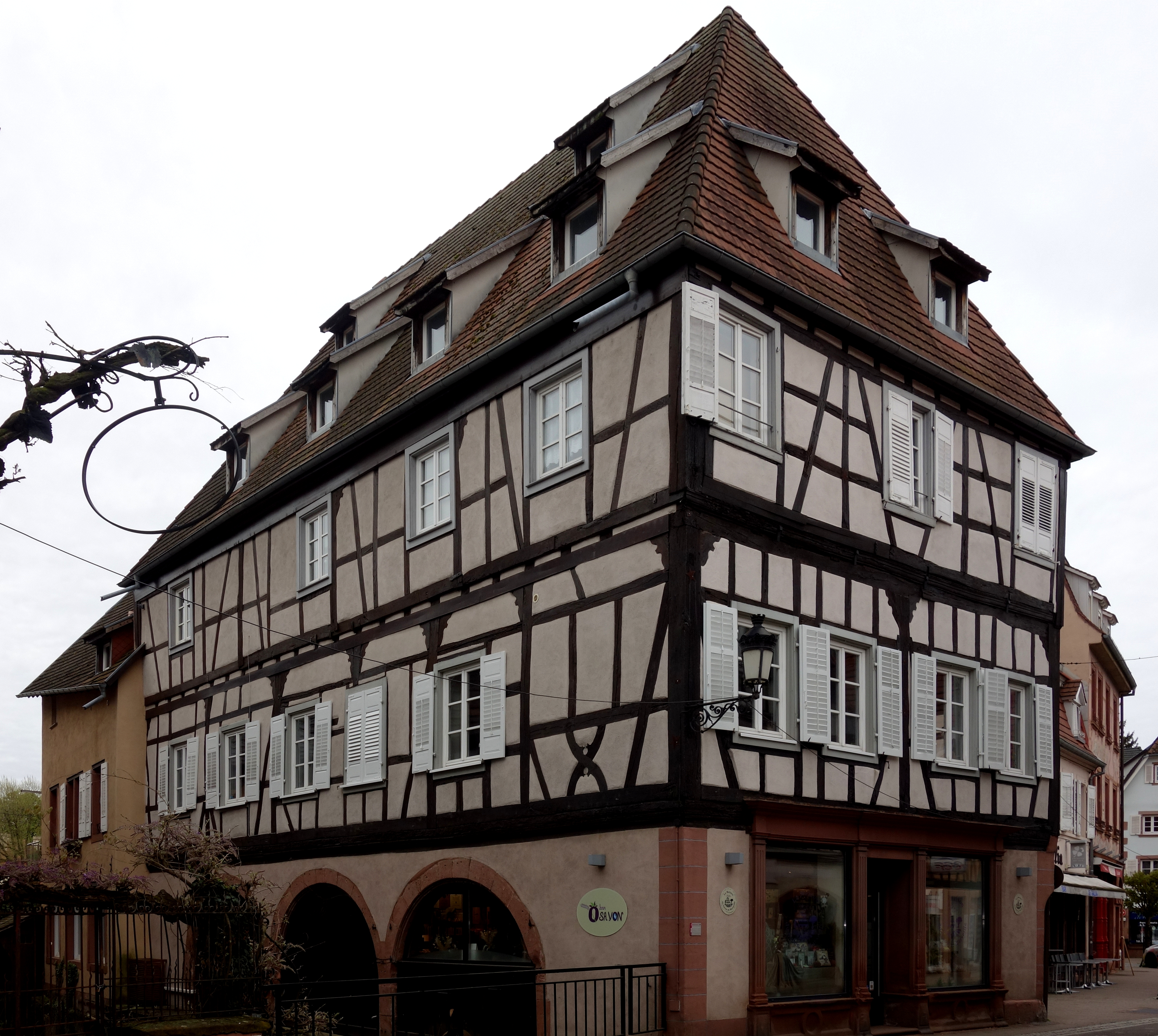
Alte Metzgerei
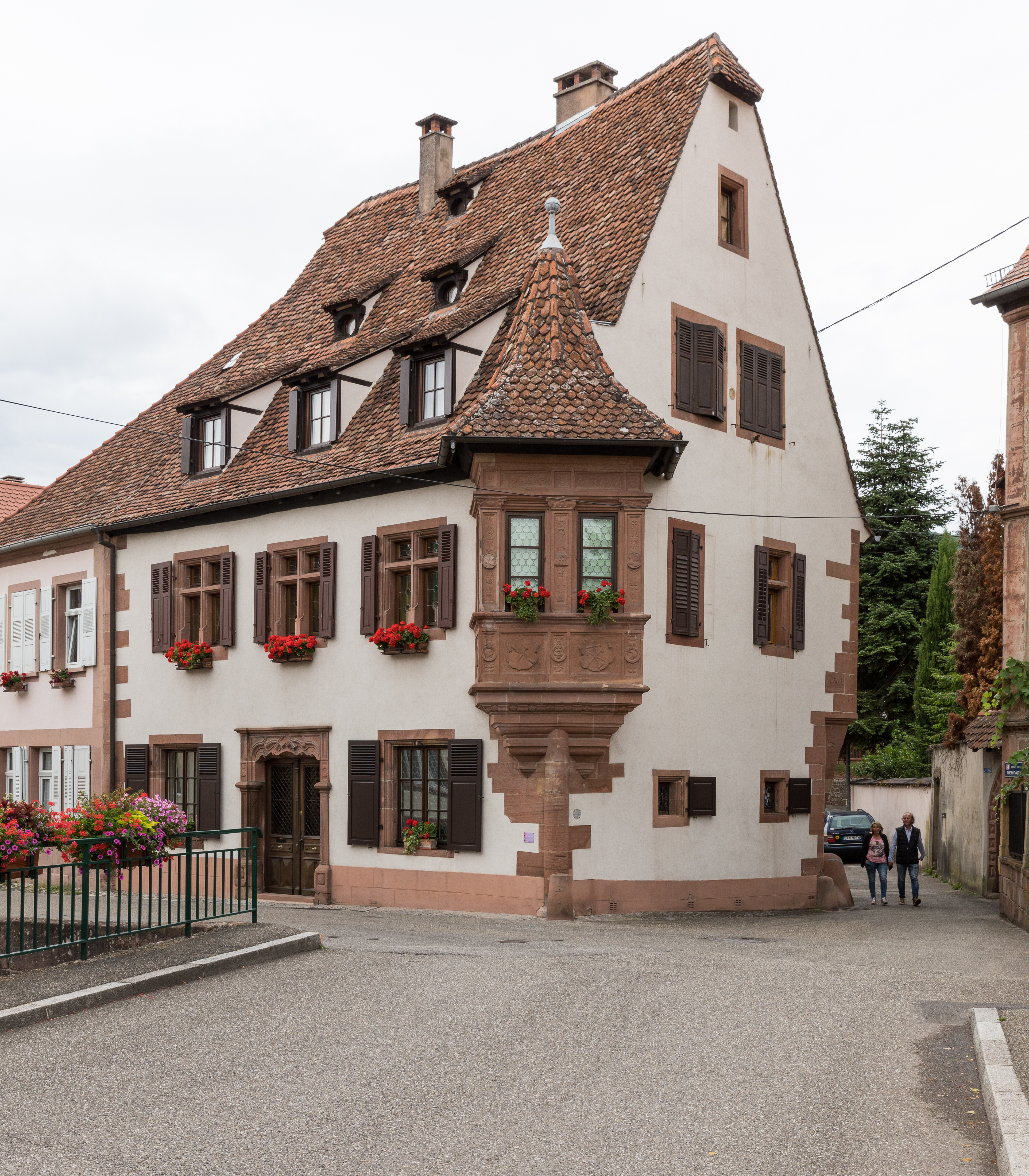
Maison de l’ami Fritz
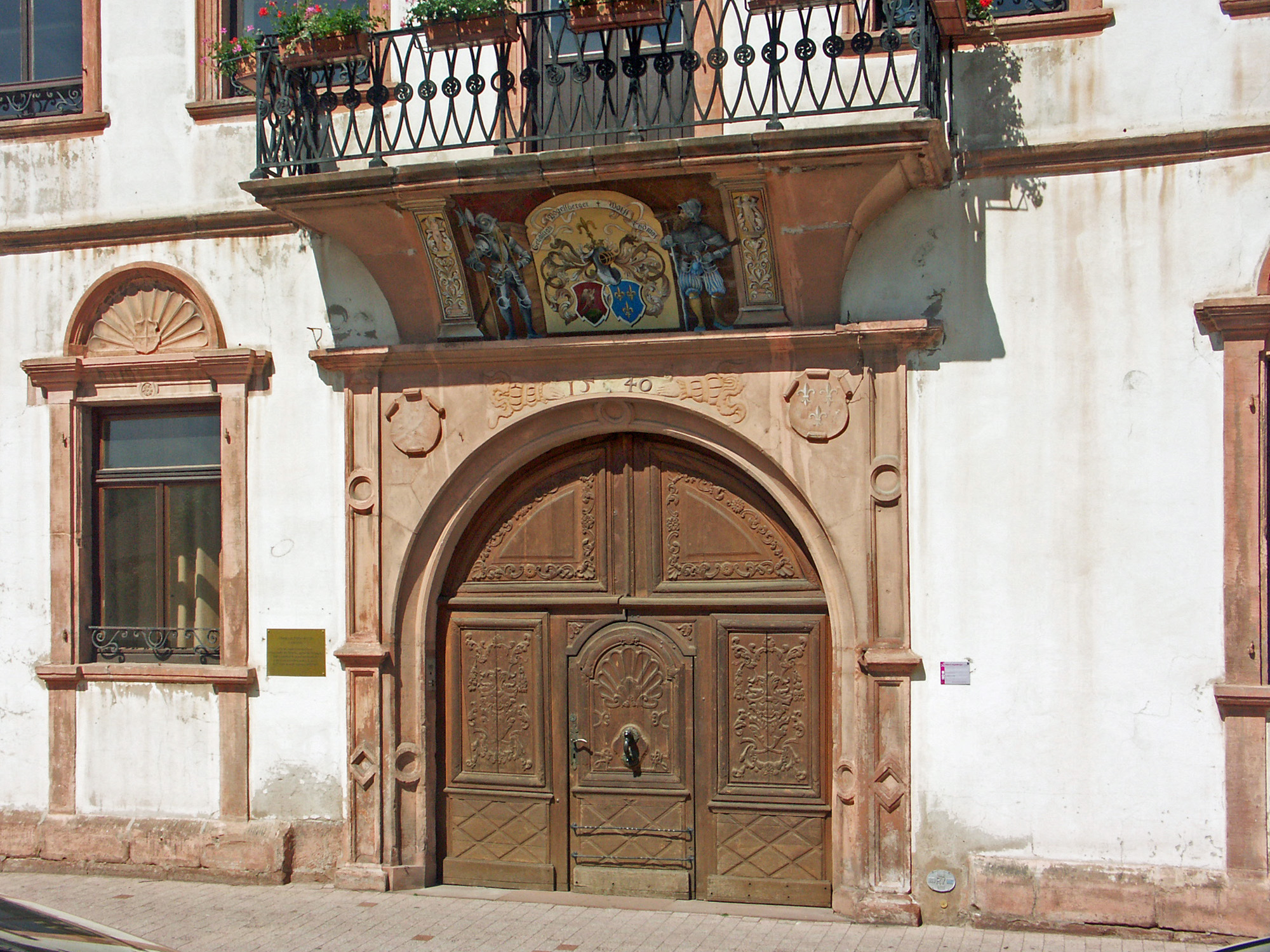
Portal am Vogelsbergerhaus
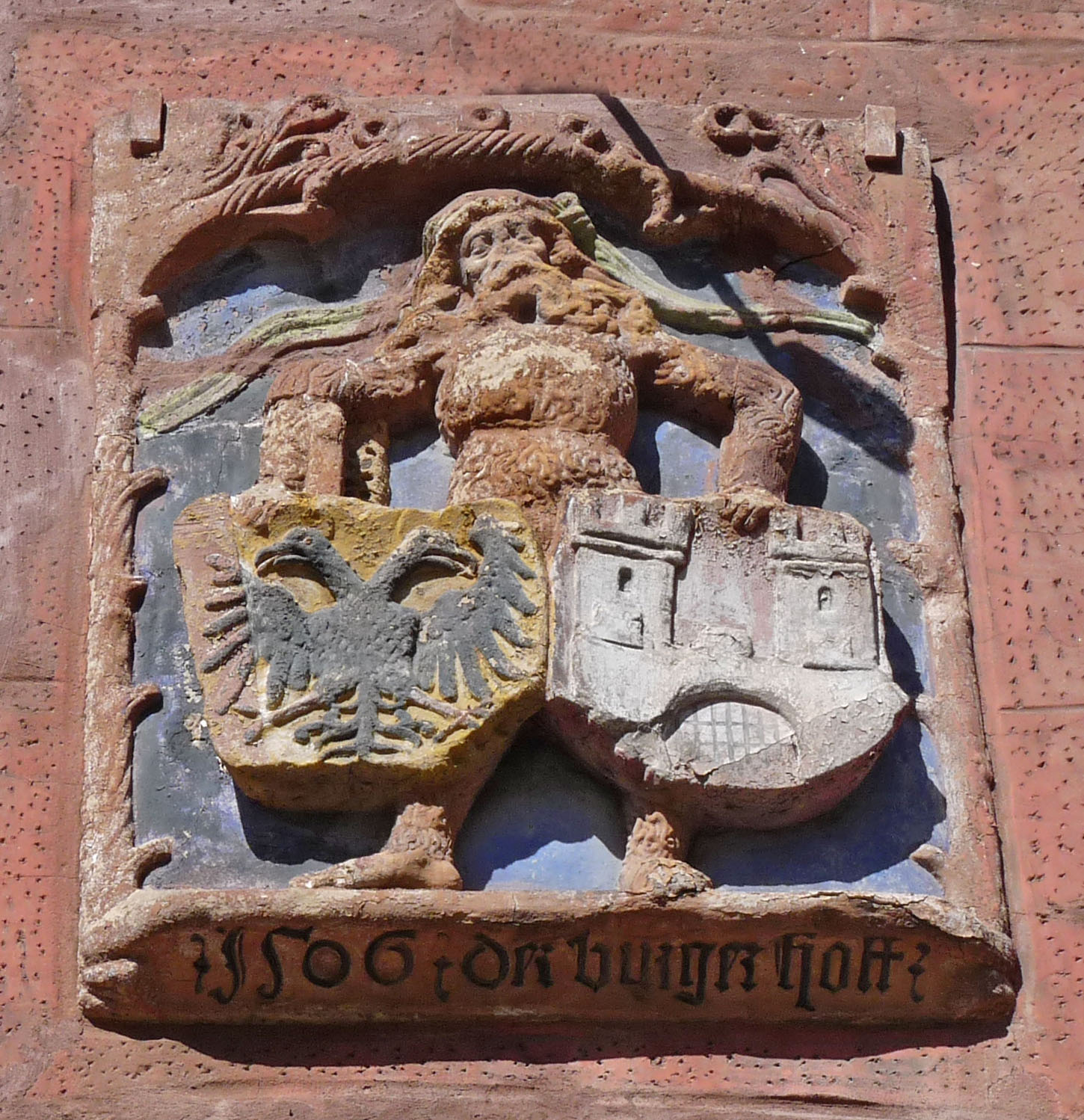
Bürgerhof
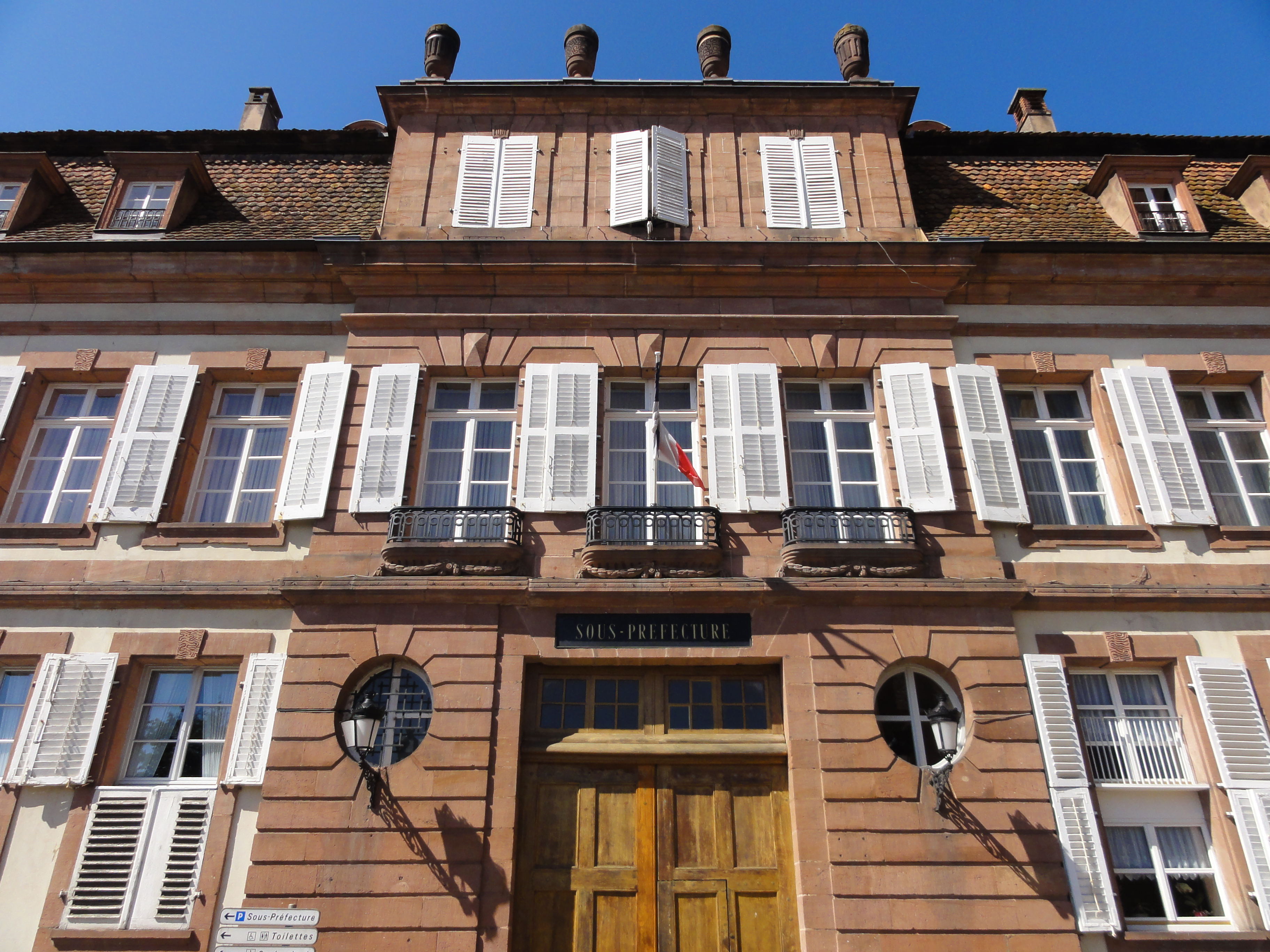
Sous Préfecture
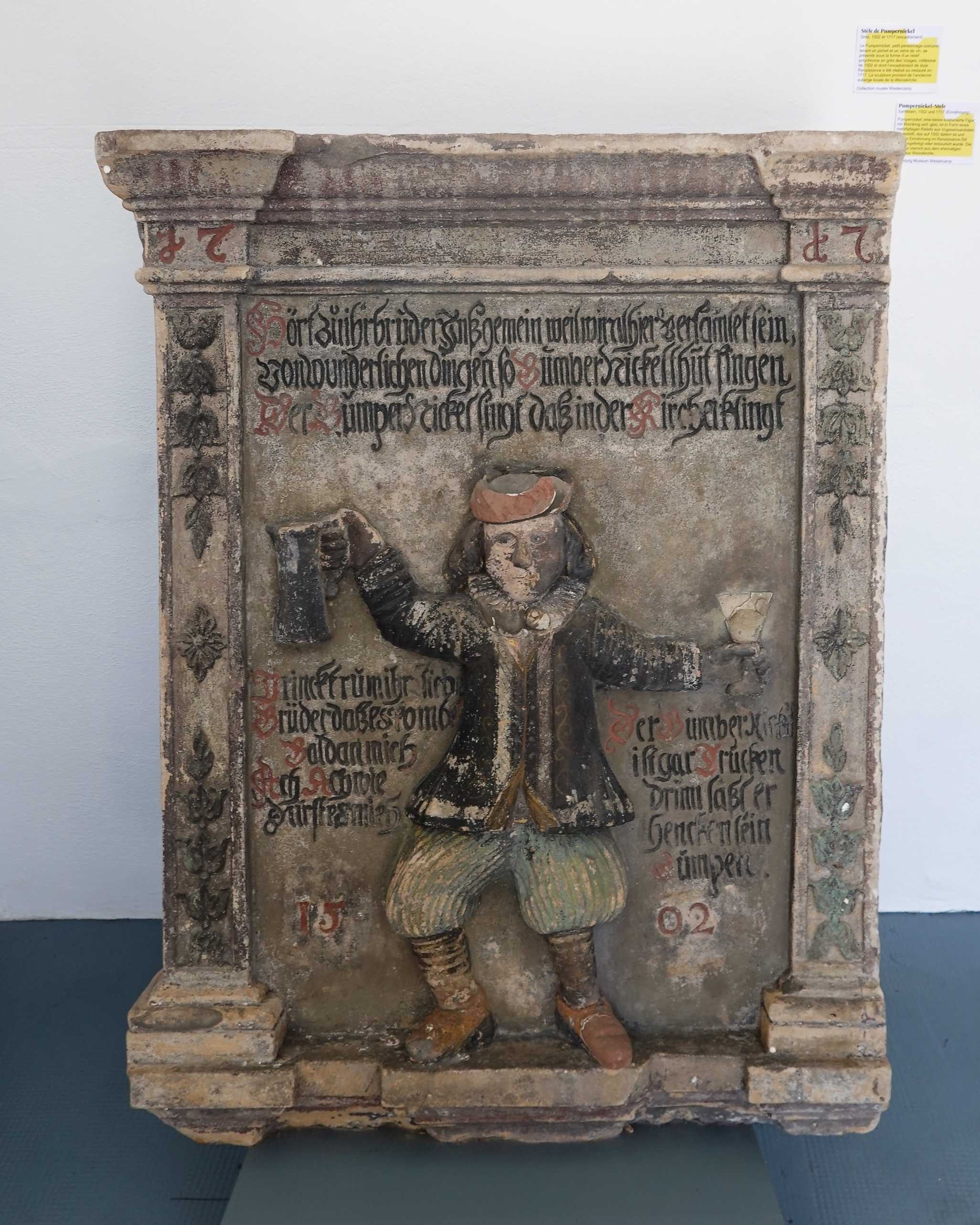
Pumpernickel

### Musée Westercamp
Im Musée Westercamp werden archäologische Funde aus der Gegend, mittelalterliche Kunstwerke sowie Dokumente zur Stadtgeschichte und Heimatkunde ausgestellt. Es geht zurück auf die private Sammlung des Kreisdirektors Joseph Philipp von Stichaner und den Sammlungen des Altertumsvereins von 1904. Der Notar Paul Westercamp stiftete 1909 10.000 Mark, um historische Gebäude in der Altstadt, heute 2, rue du Musée, zu kaufen und zu renovieren. Das Museum wurde 1912 eröffnet. 2002 musste das Museum wegen Baufälligkeit geschlossen werden, die Sammlungen wurden eingelagert. Nach der Schließung der Unterpräfektur ist das Museum in diesem Gebäude, das ehemalige Dekanat der Abteikirche aus dem Jahr 1784, untergebracht. Die Sammlung umfasst antike Funde, Bilder und Gegenstände der Lokalgeschichte und viele Ausstellungsstücke zur Schlacht bei Weißenburg (1870). Ein Saal ist mit einer Tapete der Tapetenfabrik Zuber et Cie geschmückt. Ein farbiges Relief aus dem Jahr 1717 stellt den Pumpernickel dar, einen berühmten Spaßvogel, der die Menschen mit Liedern und Streichen unterhielt und wegen seines Dursts als lokaler Bacchus galt.

### Die Druckerfamilien Wentzel und Brossmann
Im 19. Jahrhundert gab es in Weißenburg zwei bedeutende Druckerfamilien: Wentzel und Brossmann.
Jean Frédéric Wentzel (1807–1869), geboren in Weißenburg, betrieb zuerst ein Lesezimmer in Weißenburg, wegen der fehlenden Genehmigung musste er es 1832 schließen. Er gründete eine Bücherei und zwei Jahre später wieder ein Lesezimmer, diesmal mit Genehmigung. Er beantragte eine Lizenz für eine Lithografie Druckerei, die ihm aber verweigert wurde, da es in Weißenburg bereits die Druckerei Bock gab. 1851 erhielt er doch eine Lizenz, weil er sich auf Bilderbogen spezialisieren wollte. Er druckte vor allem Bilderbogen für Kinder, z. B. Soldaten und andere Figuren zum Ausschneiden, dazu religiöse Motive und Schmuckbögen für Erwachsene. Jean Frédéric Wentzel selbst war Protestant, er verlegte aber auch katholische und einige jüdische Motive. Das Thema der jüdischen Motive ist die Josefsgeschichte, die Inschriften sind deutsch, französisch und hebräisch.

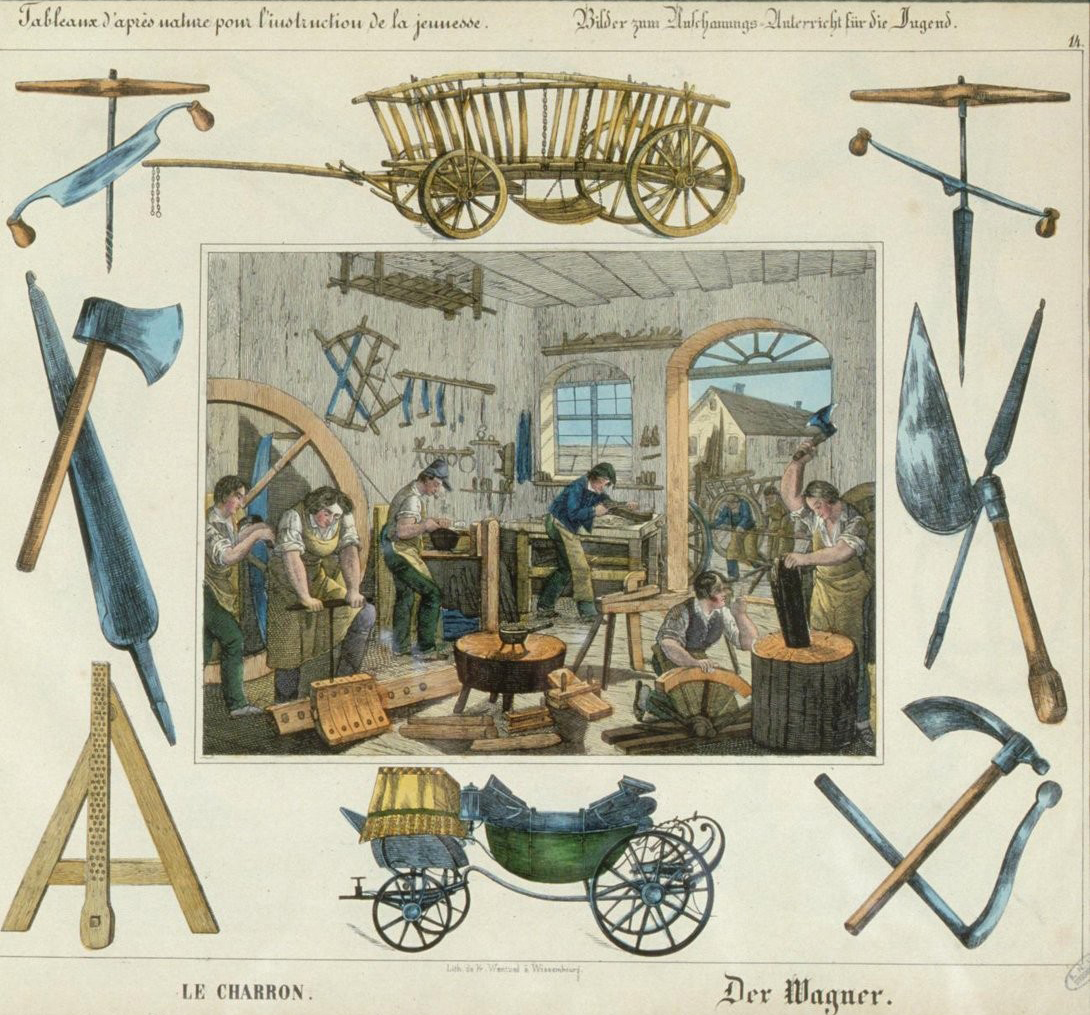
Jean Frédéric Wentzel-Le charron-Der Wagner

Die Bücherei Humbert vertrieb seine Erzeugnisse in Paris. Nach ihm übernahm sein Sohn Charles Frédéric 1862 die Firma, 1865 übernahm dessen Bruder Charles Frédéric die Firma bis 1877. Die Bilderbögen von Wentzel waren erfolgreich und berühmt und konkurrierten mit den Bögen der Imagerie von Épinal. Nach 1877 schloss sich die Witwe mit Georg Friedrich Camille Burckardt zusammen zur Druckerei F.C. Wentzel – C. Burckardt Nachfolger. Danach wechselte die Druckerei mehrmals den Besitzer und musste 2007 schließen. 2021 kaufte die Stadt Weißenburg das Archiv, um die Werke im Museum Westercamp auszustellen.
Frédéric Guillaume Brossmann (1792–1868), eigentlich Friedrich Wilhelm, geboren in Berlin, zog 1813 nach Weißenburg und arbeitete als Lithograf für die Druckerei Bock bis 1844. Unter anderem fertigte er Drucke für Kinder mithilfe einer Maschine, die er selbst erfunden hatte. Er versuchte mehrmals, sich selbstständig zu machen, erhielt aber als Deutscher keine Lizenz. Sein Sohn Rudolphe (1813–1890) lernte auch das Lithografen-Handwerk, zog nach Soultz-sous-Forêts zu seinem Schwiegervater Jung. Er konnte dort eine eigene Druckerei eröffnen, weil sein Schwiegervater offiziell die Leitung übernahm, in Wirklichkeit war er Schuster. Brossmann selbst war in Zweibrücken geboren, also nicht in Frankreich. Die Firma hieß Jung & Brossman. Sein Bruder Jean-Frédéric (1818–1868) ergriff ebenfalls den Beruf des Lithografen. Da er in Weißenburg geboren war, erhielt er eine Lizenz für eine Druckerei in Weißenburg. Die Spezialität der Brossmanns waren Göttelbriefe, der elsässische Ausdruck für Patenbriefe.

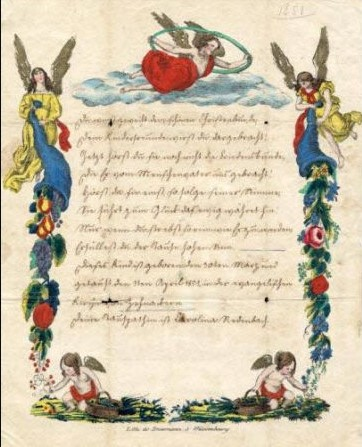
Brossmann Göttelbrief 1851

Dies waren Schmuckbogen, in denen der Pate sein Geschenk für das Patenkind einschlug, meist ein Geldstück oder eine Medaille. Sie waren mit christlichen Motiven bedruckt und hatten als Text ein Gedicht mit guten Wünschen, auch religiös begründet. Sie wurden für jedes Patenkind speziell hergestellt, der Hintergrund, das Bild, wurde wiederverwendet, der Text, speziell die Namen, wurde ausgetauscht. Dies ist mit Lithografie möglich. Im Verhältnis zur Druckerei Wentzel waren die Brossmanns geschäftlich wenig erfolgreich, sie verdienten nie viel und hatten oft Mühe, den Betrieb zu erhalten. 1868 musste die Firma schließen. Man findet die wenigen erhaltenen, aber reizvollen Göttelbriefe im Museum Westercamp von Weißenburg, im Musée de l’image populaire (Museum der volkstümlichen Bilder) in Pfaffenhoffen und im Museum der Zivilisationen Europas und des Mittelmeers in Marseille.

### Stadtbefestigungen

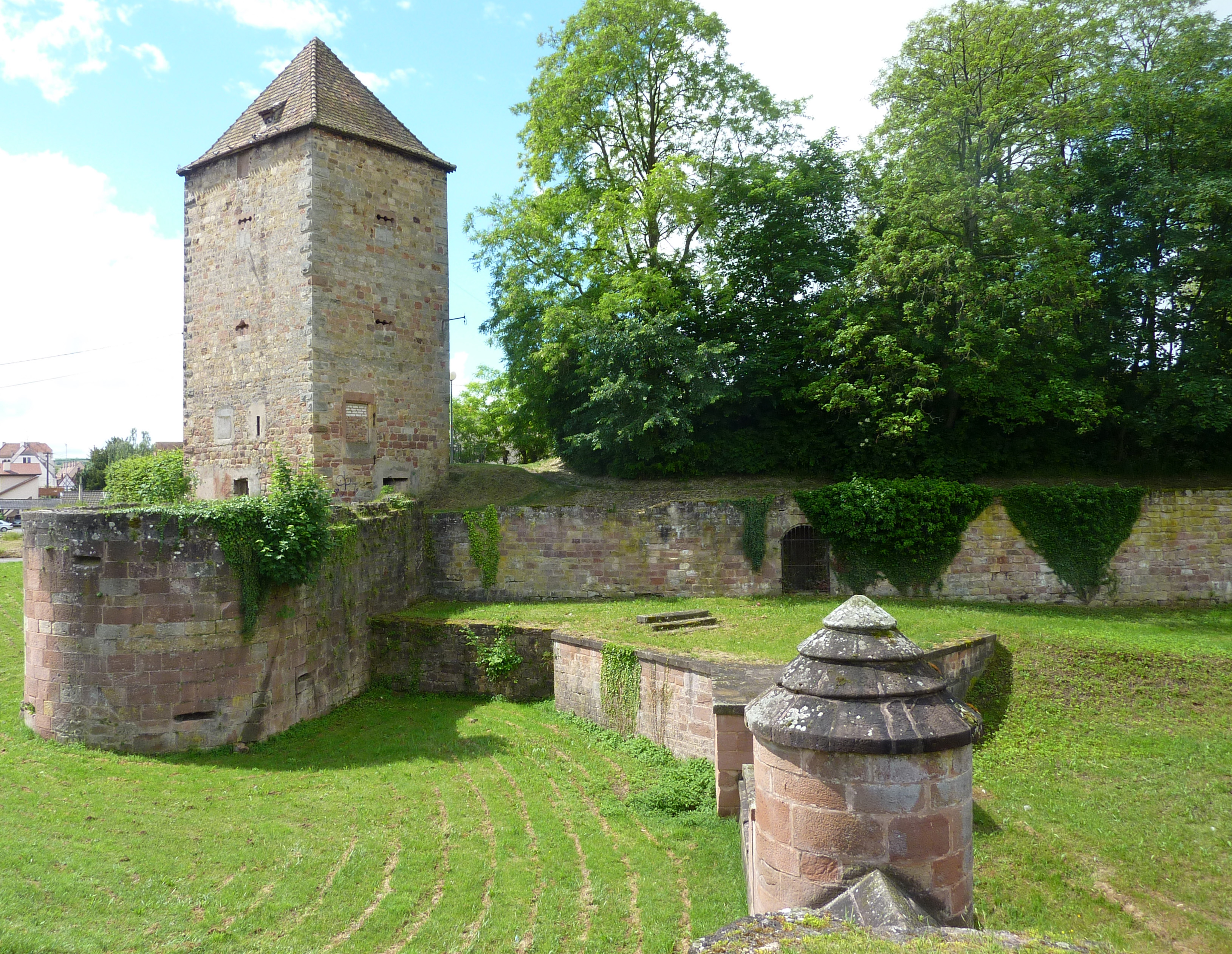
Pulverturm in Weißenburg

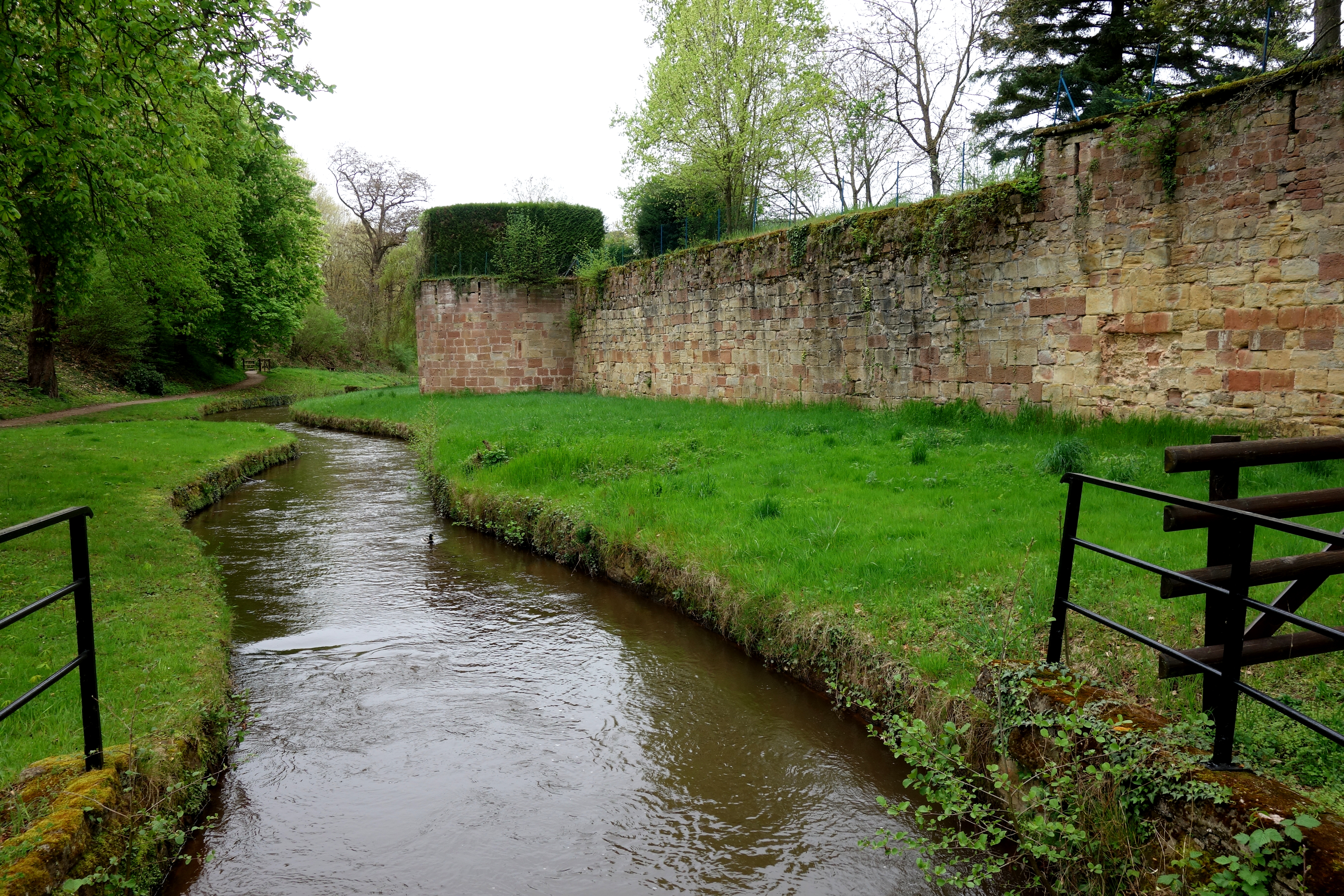
Teil der Stadtmauer von Weißenburg

Die erhaltenen Stadtbefestigungen in Weißenburg umfassen die Zeit vom 13. Jahrhundert bis zum 20. Jahrhundert. Die ursprüngliche Stadtmauer wurde im 13. Jahrhundert gebaut, ab 1262 und 1293. Nach dem Aufkommen leistungsfähiger Kanonen im 18. Jahrhundert waren die Steinmauern überholt und wurden ab 1746 durch Erdwälle ersetzt, aber nur im nordöstlichen Teil. Dabei wurde die alte Stadtmauer als Kern genutzt und vor dem Wall zusätzlich ein Graben, der geflutet werden konnte, angelegt. Die Schleuse ist noch neben dem Maison de l’ami Fritz erhalten. Diese Verteidigungslinie hat sich am 4. August 1870 in der Schlacht bei Weißenburg bewährt, als es den bayerischen Truppen nicht gelang, sie zu überwinden. Die restliche Stadtmauer blieb erhalten, wegen Geldmangel und auch weil man sich jetzt hauptsächlich gegen Deutschland schützte. Der Pulverturm aus dem 13. Jahrhundert am östlichen Ende der Erdwälle wurde in die Maginot-Linie in den 1930er Jahren einbezogen. Im Erdgeschoss wurde ein Bunker eingebaut, die Schießscharten im Obergeschoss wurden mit Beton verstärkt und Maschinengewehre installiert.

### Architektur
Alle Epochen vom Mittelalter bis zur neuesten Zeit haben ihre Spuren in Weißenburg hinterlassen. Die Kirche St. Peter und Paul ist im romanischen und gotischen Stil erbaut.
Die Altstadt zwischen der Rue National und dem Stadtwall ist auf mittelalterlichem Grundriss erbaut, die heutigen Gebäude wurden meist nach dem Dreißigjährigen Krieg wieder aufgebaut.
An der Rue National findet man mehrere barocke Bürgerhäuser.
Aus der Reichslande-Zeit stammt unter anderem das Haus „Germania“ an der Kreuzung Rue Bannacker und Rue de la Paix, das Teil eines neuen Viertels werden sollte. Neben dem Bahnhof befinden sich mehrere große Villen im Stil des Historismus (französisch: Germanique Imperial). Am Boulevard Clemenceau gegenüber der Stadtmauer findet man Villen im „Vogesen-Stil“, mit Fachwerk in der oberen Etage und Natursteinverzierungen im Erdgeschoss.
Moderne Architektur aus dem späten 20. Jahrhundert findet man etwas außerhalb: in der Rue du Faisan hinter den Sozialwohnungsblöcken am Stadteingang von der deutschen Grenze aus wurden moderne Ein- und Zwei-Familien Häuser aus versetzten Kuben gebaut. Das Collège (Mittelschule) in der Rue des Quatre Vents und das Lycée (Gymnasium) in der Rue du Lycée sind Beispiele moderner Schularchitektur.

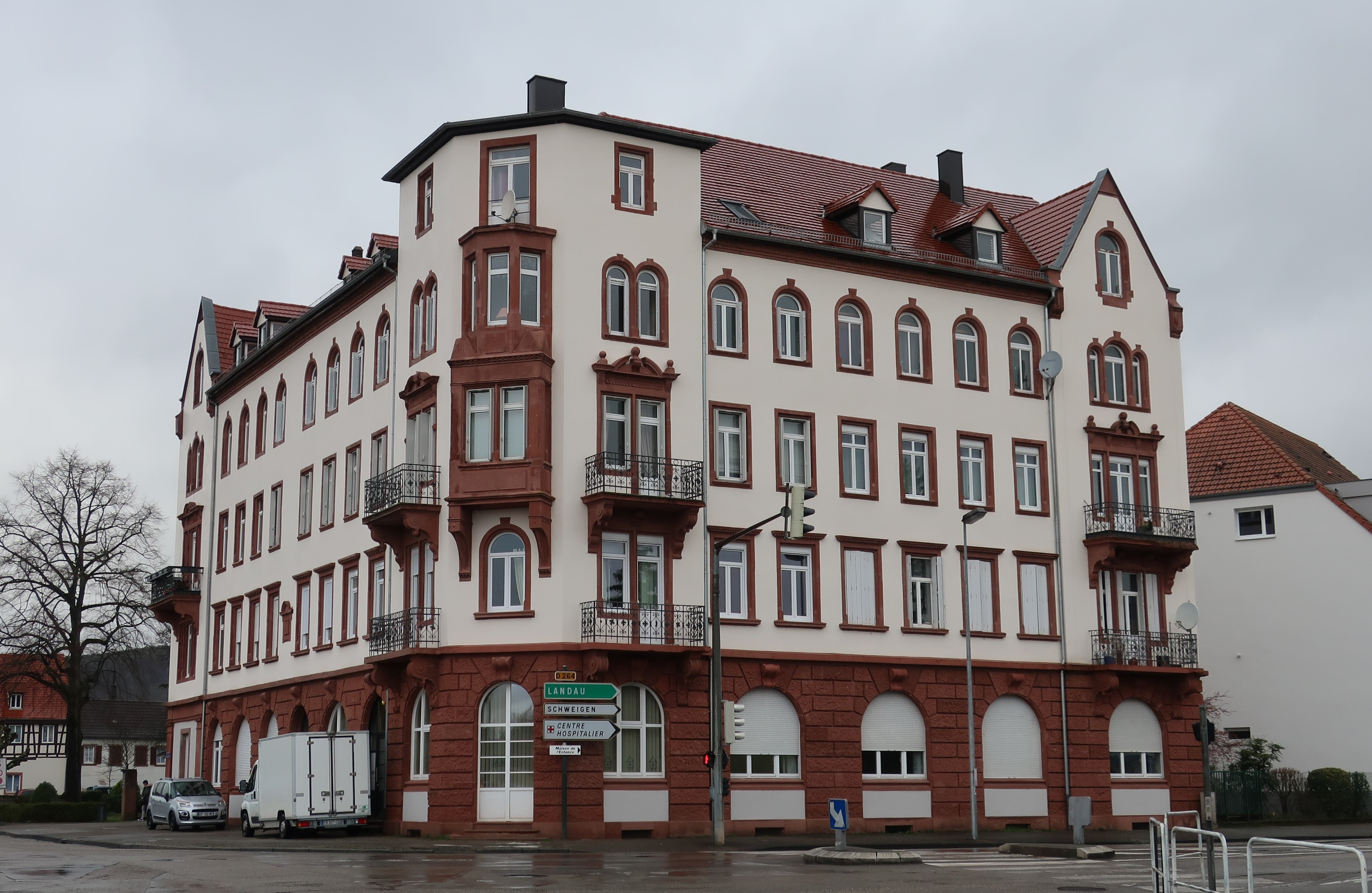
Haus Germania
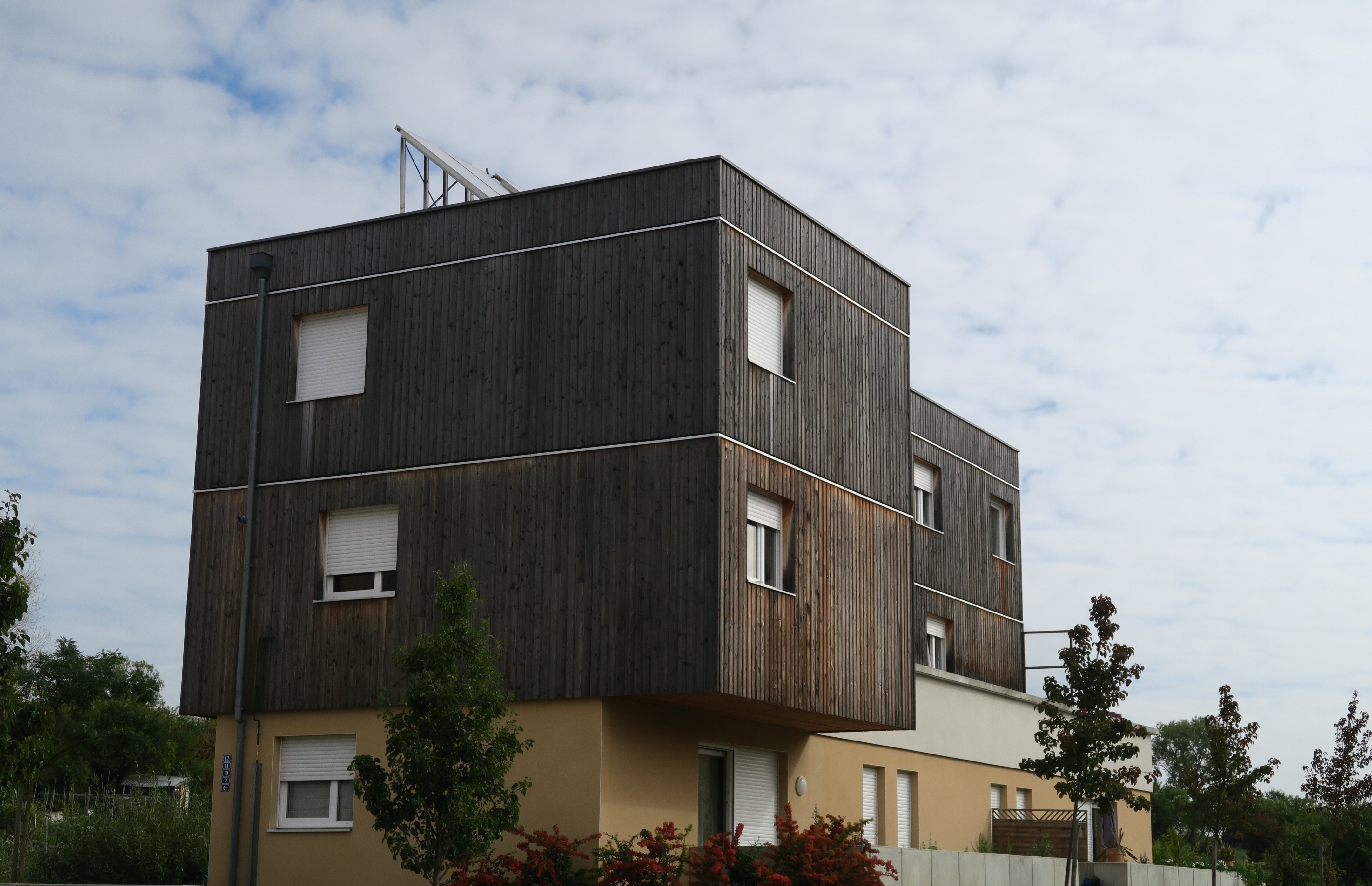
Moderne Wohnhäuser
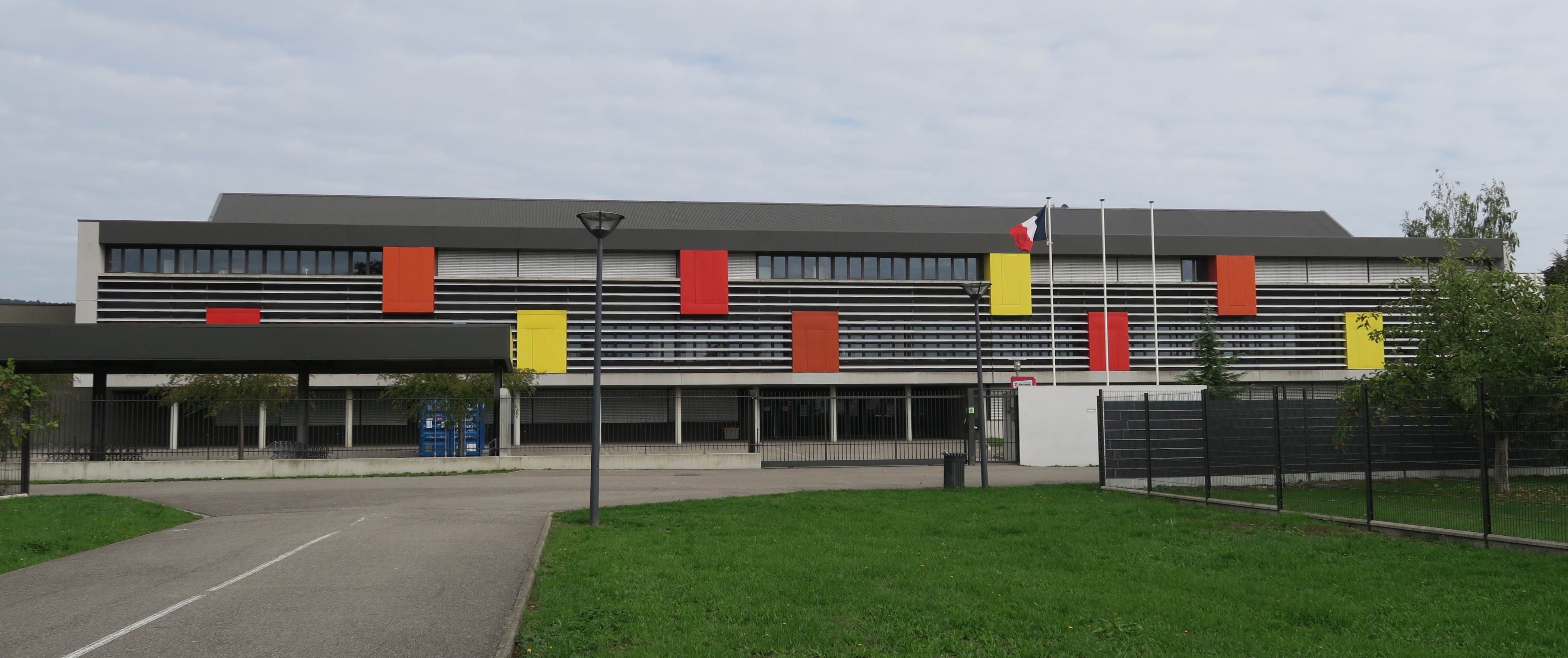
Collège

### Volkshochschule
Weißenburg ist nur eine kleine Stadt, hat aber zwei Volkshochschulen (Université Populaire). Die „Université Populaire Européenne“ (Europäische Volkshochschule) wurde nach 1919 unter anderem von Marc Bloch als „Erweiterung der Universität“ gegründet und hat Niederlassungen im ganzen Nord-Elsass. Sie wird von den Gemeinden und der Europäischen Gebietskörperschaft Elsass getragen. Die „up PAMINA vhs – Université Populaire franco-allemande“ wurde 1994 gegründet, zuerst in der Kreisvolkshochschule Südwestpfalz und zog 1997 nach Weißenburg. Sie wird getragen vom Eurodistrikt PAMINA, das sind die Gebietskörperschaften Rheinland-Pfalz, Baden-Württemberg und der Europäischen Gebietskörperschaft Elsass. Ihre Besonderheit ist, dass die meisten Kurse zweisprachig durchgeführt werden, viele Deutsche aus den Grenzregionen nehmen teil.

### Regelmäßige Veranstaltungen
- An Pfingsten finden seit 1863 Pferderennen im Hippodrom auf der Hardt statt. Später kamen Folkloreauftritte und Umzüge in der Stadt hinzu.[42]
- Im Sommer findet seit 2014 ein zweiwöchiges Kammerkonzertfestival statt.[43]
- Die lokale Theatertruppe Ex Nihilo führt seit 2011 zweimal im Jahr Theaterstücke auf den Straßen und Plätzen der Stadt auf. Die Stücke haben entweder einen lokalen Bezug wie der Aufenthalt von Stanislas, König von Polen, in Weißenburg oder einen zeitlichen Bezug wie Weihnachtsgeschichten.[44]

Die Stadt beherbergt außerdem eine Sammlung alter Lastkraftwagen und Omnibusse aus der Frühzeit der Motorisierung bis Ende des 20. Jahrhunderts, die Sammlung Conservatoire des Transports.

## Verkehr

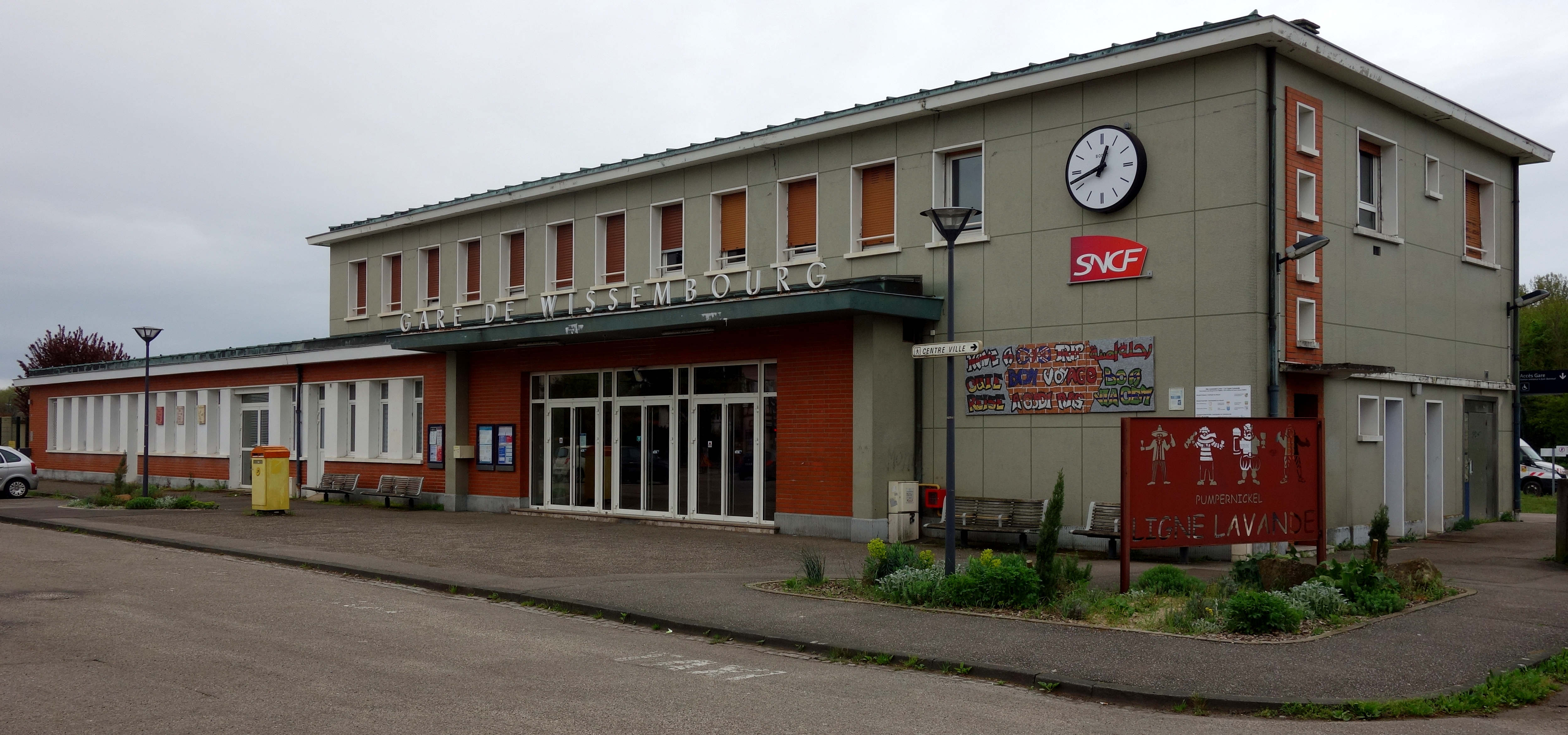
Bahnhofsgebäude

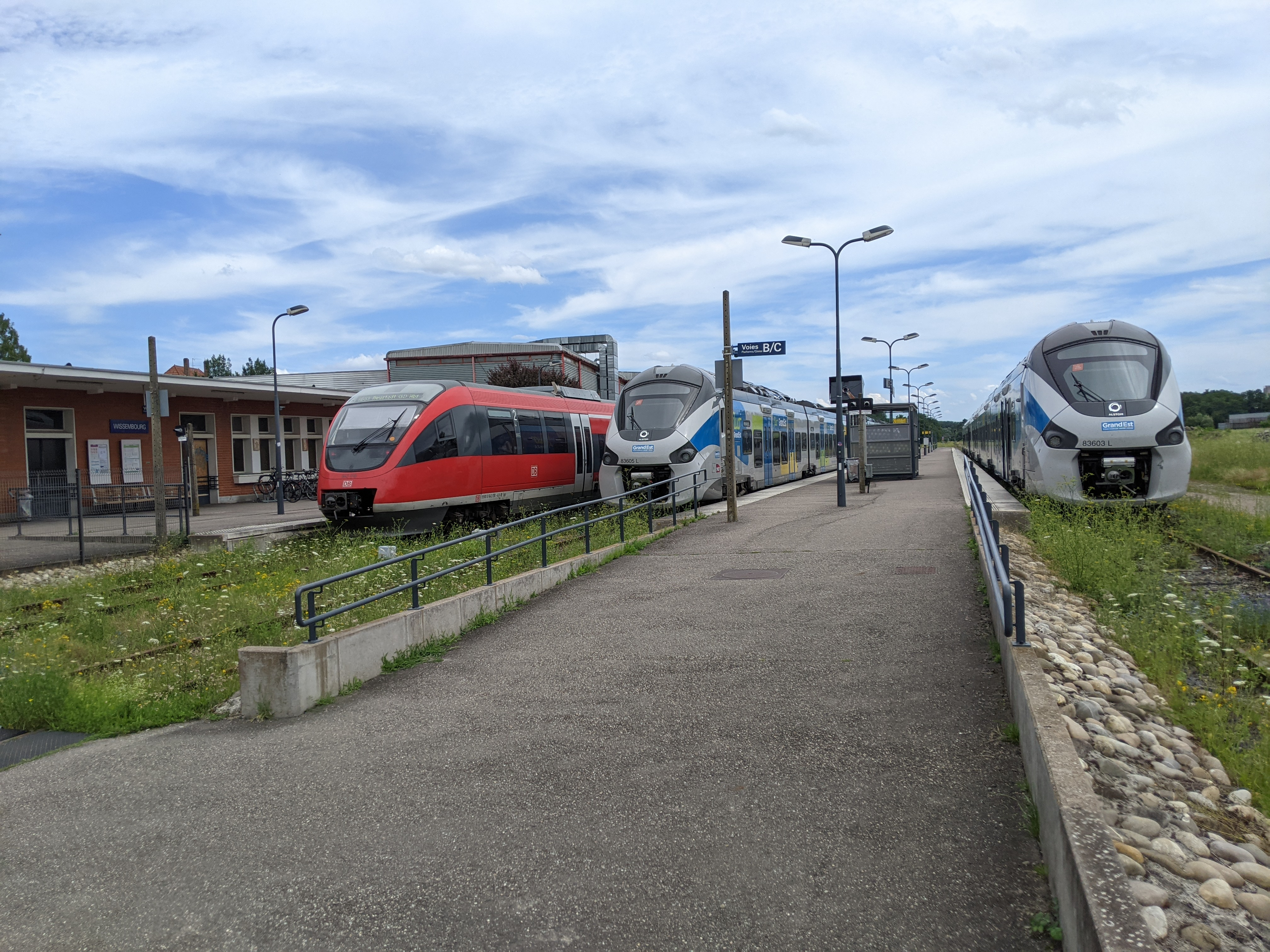
Ein deutscher (links) und zwei französische Dieseltriebwagen im Bahnhof Wissembourg (2024)

Der Bahnhof Wissembourg ist Endpunkt der von Vendenheim über Haguenau im Süden kommenden Bahnstrecke Vendenheim–Wissembourg, betrieben von TER Grand Est, einer Regionaltochter der SNCF, und der von Norden, aus Rheinland-Pfalz, heranführenden Bahnstrecke Neustadt–Wissembourg. Der Bahnhof Wissembourg gehört zum deutschen Verkehrsverbund Rhein-Neckar und im Karlsruher Verkehrsverbund. Im Sommerhalbjahr verkehren ergänzend zum Regelverkehr an Wochenende die Ausflugszüge Weinstraßen-Express von Koblenz und Elsass-Express von Mainz nach Weißenburg.
Der Straßenverkehr ist nach Norden mit der Bundesstraße 38 über Bad Bergzabern und Landau in der Pfalz (A 65) an das deutsche Fernstraßennetz angebunden. Nach Süden verbindet die Départementsstraße D 263 Weißenburg mit Hagenau. Die D 3 verläuft parallel zur deutschen Grenze von Lauterburg (Autoroute A 35) im Osten über Weißenburg nach Bitsch im Westen.
Weißenburg ist sehr gut an das touristische Radwegenetz im Elsass angeschlossen. Der durch das Lautertal geführte deutsch-französische Pamina-Radweg Lautertal verbindet Weißenburg über den Wasgau mit dem pfälzischen Radwegenetz und über den Bienwald mit der Veloroute Rhein.

## Wirtschaft
Die Industrie ist der zweitwichtigste Arbeitgeber mit ca. 1.377 Beschäftigten (2018), nach dem öffentlichen Dienst.
In Weißenburg haben sich mehrere deutsche Industrieunternehmen angesiedelt, die Zweisprachigkeit der Bewohner erleichtert die Kommunikation:
- Bruker: Magnetresonanztomographie Geräte
- Bürstner: Wohnmobile
- DBK EMS: Automobilteile
- Werit: Industrielle Verpackungen
- Zschimmer & Schwarz Interpolymer: Chemie

## Persönlichkeiten

### Söhne und Töchter der Stadt
- Otfrid von Weißenburg (790–870), fränkischer Mönch, althochdeutscher Dichter
- Jost Ludwig Dietz (1485–1545), polnischer Diplomat und königlicher Münzverweser
- Ludwig Benedict Franz von Bilderbeck (1766–1856), Autor und Übersetzer
- Joseph Guerber (1824–1909), katholischer Priester, Reichstagsabgeordneter in Berlin, Schriftsteller und Journalist
- Auguste Dreyfus (1827–1897), französisch-peruanischer Unternehmer
- Jules Erlanger (1830–1895), Komponist
- Julie Favre (1833–1896), Pädagogin
- Paul Westercamp (1839–1920), Notar, Kunst- und Antiquitäten-Sammler und Mäzen
- Karl Marbach, auch Charles Marbach (1841–1916), Titularbischof von Paphus und 1891–1901 amtierender Weihbischof in Straßburg
- Louis Bonneau (1851–1938), General
- Charles de Foucauld (1858–1916), Forscher, Offizier, Priester, Mönch und Eremit
- Adolf Goetz (1863–1932), deutscher Jurist, Politiker und Ministerialbeamter
- André Bloch (1873–1960), französischer Komponist
- Heinrich Boell (1890–1947), deutscher Kirchenmusiker, Organist und Chorleiter
- Oskar Joost (1898–1941), deutscher Musiker
- Götz Harbsmeier (1910–1979), deutscher evangelischer Theologe und Abt des Klosters Bursfelde
- Antoine Westermann (* 1946), französischer Koch
- André Reichardt (* 1949), französischer Politiker (UMP)
- Arlette Grosskost (* 1953), französische Politikerin (UMP)
- Christophe Kern (* 1981), französischer Radrennfahrer
- Nicolas Loison (* 1981), französischer Fußballspieler
- Jean-François Kornetzky (* 1982), französischer Fußballtorhüter
- David Ulm (* 1984), französischer Fußballspieler
- Lydie Lescarmontier (* 1985), französische Glaziologin und Autorin
- Ophélie-Cyrielle Étienne (* 1990), französische Schwimmerin
- Foued Mohamed-Aggad (1992–2015), französischer islamistischer Terrorist, beteiligt an den Terroranschlägen am 13. November 2015 in Paris[51]
- Gaëtan Weissbeck (* 1997), französischer Fußballspieler
- Quirin Emanga (* 2000), deutscher Basketballspieler

### Ehrenbürger
- Am 23. Juli 1903 wurde Alexander zu Hohenlohe-Schillingsfürst vom Gemeinderat Weißenburg einstimmig zum Ehrenbürger ernannt.

### Mit der Stadt verbundene Personen
- Samuel († 1097), Abt des Klosters Weißenburg, des Klosters Murbach und des Klosters St. Gregor in Münster
- William Turner (* um 1510–1568), englischer Naturforscher, lebte von 1553 bis 1558 in Weißenburg
- Stanislaus I. Leszczyński (1677–1766), König von Polen, hielt sich dort während seines ersten Exils auf. Nach ihm sind eine Schule, die Rue Stanislas und das historische Krankenhaus L’hôpital Stanislas benannt. Seine Tochter
- Maria Leszczyńska (1703–1768), Prinzessin von Polen, wurde 1725 Königin von Frankreich.
- Joseph Philipp von Stichaner (1838–1889), Kreisdirektor in Weißenburg und Bezirkspräsident in Straßburg.

## Trivia
Hannes Wader hat Weißenburg das Lied Kleine Stadt gewidmet. Darin beschreibt er die Atmosphäre, die Mentalität der ansässigen Bewohner und die Schönheit der Stadt. Eine französische Version Petite Ville spielte er ebenfalls ein.